# Llista d'asteroides (323001-324000)
Llista d'asteroides del 323.001 al 324.000, amb data de descoberta i descobridor. És un fragment de la llista d'asteroides completa. Als asteroides se'ls dona un número quan es confirma la seva òrbita, per tant apareixen llistats aproximadament segons la data de descobriment.

## 323001-323100
| Nom    | Designació provisional | Data de descobriment   | Lloc de descobriment | Descobridor/s               |
| ------ | ---------------------- | ---------------------- | -------------------- | --------------------------- |
| 323001 | 2002 PM52              | 8 d'agost de 2002      | Palomar              | NEAT                        |
| 323002 | 2002 PH55              | 9 d'agost de 2002      | Socorro              | LINEAR                      |
| 323003 | 2002 PK67              | 6 d'agost de 2002      | Palomar              | NEAT                        |
| 323004 | 2002 PA72              | 12 d'agost de 2002     | Socorro              | LINEAR                      |
| 323005 | 2002 PN103             | 12 d'agost de 2002     | Socorro              | LINEAR                      |
| 323006 | 2002 PA116             | 13 d'agost de 2002     | Socorro              | LINEAR                      |
| 323007 | 2002 PW116             | 14 d'agost de 2002     | Anderson Mesa        | LONEOS                      |
| 323008 | 2002 PX125             | 14 d'agost de 2002     | Socorro              | LINEAR                      |
| 323009 | 2002 PD131             | 6 d'agost de 2002      | Palomar              | NEAT                        |
| 323010 | 2002 PK134             | 14 d'agost de 2002     | Socorro              | LINEAR                      |
| 323011 | 2002 PQ154             | 12 d'agost de 2002     | Cerro Tololo         | M. W. Buie                  |
| 323012 | 2002 PQ155             | 8 d'agost de 2002      | Palomar              | S. F. Hoenig                |
| 323013 | 2002 PT161             | 8 d'agost de 2002      | Palomar              | S. F. Hoenig                |
| 323014 | 2002 PJ167             | 8 d'agost de 2002      | Palomar              | NEAT                        |
| 323015 | 2002 PJ169             | 8 d'agost de 2002      | Palomar              | NEAT                        |
| 323016 | 2002 PU169             | 8 d'agost de 2002      | Palomar              | NEAT                        |
| 323017 | 2002 PV171             | 8 d'agost de 2002      | Palomar              | NEAT                        |
| 323018 | 2002 PN175             | 11 d'agost de 2002     | Palomar              | NEAT                        |
| 323019 | 2002 PB176             | 11 d'agost de 2002     | Palomar              | NEAT                        |
| 323020 | 2002 PP191             | 11 de gener de 2008    | Kitt Peak            | Spacewatch                  |
| 323021 | 2002 PC193             | 15 d'agost de 2002     | Palomar              | NEAT                        |
| 323022 | 2002 QV4               | 16 d'agost de 2002     | Haleakala            | NEAT                        |
| 323023 | 2002 QX21              | 27 d'agost de 2002     | Palomar              | NEAT                        |
| 323024 | 2002 QV23              | 28 d'agost de 2002     | Palomar              | NEAT                        |
| 323025 | 2002 QS28              | 29 d'agost de 2002     | Palomar              | NEAT                        |
| 323026 | 2002 QT47              | 31 d'agost de 2002     | Palomar              | NEAT                        |
| 323027 | 2002 QG66              | 29 d'agost de 2002     | Palomar              | NEAT                        |
| 323028 | 2002 QP72              | 29 d'agost de 2002     | Palomar              | NEAT                        |
| 323029 | 2002 QY96              | 18 d'agost de 2002     | Palomar              | NEAT                        |
| 323030 | 2002 QN104             | 17 d'agost de 2002     | Palomar              | NEAT                        |
| 323031 | 2002 QV108             | 17 d'agost de 2002     | Palomar              | NEAT                        |
| 323032 | 2002 QY109             | 17 d'agost de 2002     | Palomar              | NEAT                        |
| 323033 | 2002 QO116             | 18 d'agost de 2002     | Palomar              | NEAT                        |
| 323034 | 2002 QW129             | 17 d'agost de 2002     | Palomar              | NEAT                        |
| 323035 | 2002 QX130             | 11 de gener de 2008    | Kitt Peak            | Spacewatch                  |
| 323036 | 2002 RY3               | 2 de setembre de 2002  | Palomar              | NEAT                        |
| 323037 | 2002 RS13              | 4 de setembre de 2002  | Anderson Mesa        | LONEOS                      |
| 323038 | 2002 RH22              | 4 de setembre de 2002  | Anderson Mesa        | LONEOS                      |
| 323039 | 2002 RF29              | 3 de setembre de 2002  | Haleakala            | NEAT                        |
| 323040 | 2002 RP30              | 4 de setembre de 2002  | Anderson Mesa        | LONEOS                      |
| 323041 | 2002 RF35              | 4 de setembre de 2002  | Anderson Mesa        | LONEOS                      |
| 323042 | 2002 RQ45              | 5 de setembre de 2002  | Socorro              | LINEAR                      |
| 323043 | 2002 RK56              | 5 de setembre de 2002  | Anderson Mesa        | LONEOS                      |
| 323044 | 2002 RT67              | 3 de setembre de 2002  | Palomar              | NEAT                        |
| 323045 | 2002 RT89              | 5 de setembre de 2002  | Socorro              | LINEAR                      |
| 323046 | 2002 RH91              | 5 de setembre de 2002  | Socorro              | LINEAR                      |
| 323047 | 2002 RR140             | 12 de setembre de 2002 | Haleakala            | NEAT                        |
| 323048 | 2002 RP143             | 11 de setembre de 2002 | Palomar              | NEAT                        |
| 323049 | 2002 RN169             | 13 de setembre de 2002 | Palomar              | NEAT                        |
| 323050 | 2002 RF180             | 14 de setembre de 2002 | Kitt Peak            | Spacewatch                  |
| 323051 | 2002 RP180             | 14 de setembre de 2002 | Palomar              | NEAT                        |
| 323052 | 2002 RW190             | 13 de setembre de 2002 | Socorro              | LINEAR                      |
| 323053 | 2002 RS193             | 12 de setembre de 2002 | Palomar              | NEAT                        |
| 323054 | 2002 RM194             | 12 de setembre de 2002 | Palomar              | NEAT                        |
| 323055 | 2002 RU201             | 13 de setembre de 2002 | Socorro              | LINEAR                      |
| 323056 | 2002 RJ219             | 15 de setembre de 2002 | Palomar              | NEAT                        |
| 323057 | 2002 RB254             | 14 de setembre de 2002 | Palomar              | NEAT                        |
| 323058 | 2002 RZ267             | 4 de setembre de 2002  | Palomar              | NEAT                        |
| 323059 | 2002 SZ4               | 27 de setembre de 2002 | Palomar              | NEAT                        |
| 323060 | 2002 SV31              | 28 de setembre de 2002 | Haleakala            | NEAT                        |
| 323061 | 2002 SU38              | 30 de setembre de 2002 | Socorro              | LINEAR                      |
| 323062 | 2002 SU39              | 30 de setembre de 2002 | Haleakala            | NEAT                        |
| 323063 | 2002 SP45              | 29 de setembre de 2002 | Kitt Peak            | Spacewatch                  |
| 323064 | 2002 SK51              | 16 de setembre de 2002 | Palomar              | NEAT                        |
| 323065 | 2002 ST66              | 16 de setembre de 2002 | Palomar              | NEAT                        |
| 323066 | 2002 TT5               | 1 d'octubre de 2002    | Anderson Mesa        | LONEOS                      |
| 323067 | 2002 TU19              | 2 d'octubre de 2002    | Socorro              | LINEAR                      |
| 323068 | 2002 TS54              | 2 d'octubre de 2002    | Socorro              | LINEAR                      |
| 323069 | 2002 TF57              | 3 d'octubre de 2002    | Socorro              | LINEAR                      |
| 323070 | 2002 TT78              | 1 d'octubre de 2002    | Haleakala            | NEAT                        |
| 323071 | 2002 TV88              | 3 d'octubre de 2002    | Palomar              | NEAT                        |
| 323072 | 2002 TB94              | 3 d'octubre de 2002    | Socorro              | LINEAR                      |
| 323073 | 2002 TJ96              | 4 d'octubre de 2002    | Palomar              | NEAT                        |
| 323074 | 2002 TS96              | 10 d'octubre de 2002   | Uccle                | Uccle                       |
| 323075 | 2002 TB103             | 4 d'octubre de 2002    | Socorro              | LINEAR                      |
| 323076 | 2002 TL106             | 4 d'octubre de 2002    | Palomar              | NEAT                        |
| 323077 | 2002 TR112             | 3 d'octubre de 2002    | Palomar              | NEAT                        |
| 323078 | 2002 TB116             | 3 d'octubre de 2002    | Palomar              | NEAT                        |
| 323079 | 2002 TW129             | 4 d'octubre de 2002    | Palomar              | NEAT                        |
| 323080 | 2002 TK146             | 4 d'octubre de 2002    | Socorro              | LINEAR                      |
| 323081 | 2002 TE175             | 4 d'octubre de 2002    | Socorro              | LINEAR                      |
| 323082 | 2002 TJ182             | 4 d'octubre de 2002    | Palomar              | NEAT                        |
| 323083 | 2002 TQ261             | 9 d'octubre de 2002    | Kitt Peak            | Spacewatch                  |
| 323084 | 2002 TL281             | 10 d'octubre de 2002   | Socorro              | LINEAR                      |
| 323085 | 2002 TZ323             | 5 d'octubre de 2002    | Apache Point         | Sloan Digital Sky Survey    |
| 323086 | 2002 TJ325             | 5 d'octubre de 2002    | Apache Point         | Sloan Digital Sky Survey    |
| 323087 | 2002 TB387             | 1 de febrer de 2008    | Mount Lemmon         | Mt. Lemmon Survey           |
| 323088 | 2002 UX54              | 29 d'octubre de 2002   | Apache Point         | Sloan Digital Sky Survey    |
| 323089 | 2002 VT20              | 5 de novembre de 2002  | Socorro              | LINEAR                      |
| 323090 | 2002 VP21              | 5 de novembre de 2002  | Socorro              | LINEAR                      |
| 323091 | 2002 VL26              | 5 de novembre de 2002  | Socorro              | LINEAR                      |
| 323092 | 2002 VR35              | 5 de novembre de 2002  | Socorro              | LINEAR                      |
| 323093 | 2002 VM42              | 5 de novembre de 2002  | Palomar              | NEAT                        |
| 323094 | 2002 VS46              | 5 de novembre de 2002  | Palomar              | NEAT                        |
| 323095 | 2002 VP82              | 7 de novembre de 2002  | Socorro              | LINEAR                      |
| 323096 | 2002 VE102             | 11 de novembre de 2002 | Kvistaberg           | Uppsala-DLR Asteroid Survey |
| 323097 | 2002 VA114             | 13 de novembre de 2002 | Palomar              | NEAT                        |
| 323098 | 2002 VF145             | 14 de maig de 2005     | Mount Lemmon         | Mt. Lemmon Survey           |
| 323099 | 2002 WC9               | 24 de novembre de 2002 | Palomar              | NEAT                        |
| 323100 | 2002 WR22              | 24 de novembre de 2002 | Palomar              | NEAT                        |

## 323101-323200
| Nom    | Designació provisional | Data de descobriment   | Lloc de descobriment | Descobridor/s          |
| ------ | ---------------------- | ---------------------- | -------------------- | ---------------------- |
| 323101 | 2002 XE5               | 2 de desembre de 2002  | Socorro              | LINEAR                 |
| 323102 | 2002 XD10              | 2 de desembre de 2002  | Haleakala            | NEAT                   |
| 323103 | 2002 XR25              | 5 de desembre de 2002  | Socorro              | LINEAR                 |
| 323104 | 2002 XJ36              | 5 de desembre de 2002  | Haleakala            | NEAT                   |
| 323105 | 2002 YW5               | 27 de desembre de 2002 | Anderson Mesa        | LONEOS                 |
| 323106 | 2002 YM6               | 28 de desembre de 2002 | Anderson Mesa        | LONEOS                 |
| 323107 | 2002 YW7               | 30 de desembre de 2002 | Bohyunsan            | Y.-B. Jeon, B.-C. Lee  |
| 323108 | 2002 YV8               | 31 de desembre de 2002 | Socorro              | LINEAR                 |
| 323109 | 2002 YR20              | 31 de desembre de 2002 | Socorro              | LINEAR                 |
| 323110 | 2002 YO28              | 31 de desembre de 2002 | Socorro              | LINEAR                 |
| 323111 | 2002 YL29              | 31 de desembre de 2002 | Socorro              | LINEAR                 |
| 323112 | 2002 YS31              | 31 de desembre de 2002 | Socorro              | LINEAR                 |
| 323113 | 2003 AS                | 1 de gener de 2003     | Socorro              | LINEAR                 |
| 323114 | 2003 AK13              | 1 de gener de 2003     | Socorro              | LINEAR                 |
| 323115 | 2003 AG16              | 4 de gener de 2003     | Socorro              | LINEAR                 |
| 323116 | 2003 AP23              | 4 de gener de 2003     | Socorro              | LINEAR                 |
| 323117 | 2003 AF32              | 5 de gener de 2003     | Socorro              | LINEAR                 |
| 323118 | 2003 AQ36              | 7 de gener de 2003     | Socorro              | LINEAR                 |
| 323119 | 2003 AB38              | 7 de gener de 2003     | Socorro              | LINEAR                 |
| 323120 | 2003 AF46              | 5 de gener de 2003     | Socorro              | LINEAR                 |
| 323121 | 2003 AE59              | 5 de gener de 2003     | Socorro              | LINEAR                 |
| 323122 | 2003 AC61              | 7 de gener de 2003     | Socorro              | LINEAR                 |
| 323123 | 2003 AJ68              | 8 de gener de 2003     | Socorro              | LINEAR                 |
| 323124 | 2003 AL71              | 10 de gener de 2003    | Kitt Peak            | Spacewatch             |
| 323125 | 2003 AT84              | 10 de gener de 2003    | Socorro              | LINEAR                 |
| 323126 | 2003 BU4               | 24 de gener de 2003    | La Silla             | A. Boattini, H. Scholl |
| 323127 | 2003 BP16              | 26 de gener de 2003    | Haleakala            | NEAT                   |
| 323128 | 2003 BZ21              | 27 de gener de 2003    | Palomar              | NEAT                   |
| 323129 | 2003 BH23              | 25 de gener de 2003    | Palomar              | NEAT                   |
| 323130 | 2003 BK43              | 27 de gener de 2003    | Socorro              | LINEAR                 |
| 323131 | 2003 BC55              | 27 de gener de 2003    | Haleakala            | NEAT                   |
| 323132 | 2003 BQ68              | 28 de gener de 2003    | Kitt Peak            | Spacewatch             |
| 323133 | 2003 BB72              | 28 de gener de 2003    | Socorro              | LINEAR                 |
| 323134 | 2003 BJ75              | 29 de gener de 2003    | Palomar              | NEAT                   |
| 323135 | 2003 BN75              | 29 de gener de 2003    | Palomar              | NEAT                   |
| 323136 | 2003 BE76              | 29 de gener de 2003    | Palomar              | NEAT                   |
| 323137 | 2003 BM80              | 31 de gener de 2003    | Anderson Mesa        | LONEOS                 |
| 323138 | 2003 BU92              | 26 de gener de 2003    | Palomar              | NEAT                   |
| 323139 | 2003 CG1               | 1 de febrer de 2003    | Socorro              | LINEAR                 |
| 323140 | 2003 CO7               | 1 de febrer de 2003    | Socorro              | LINEAR                 |
| 323141 | 2003 DC3               | 22 de febrer de 2003   | Desert Eagle         | W. K. Y. Yeung         |
| 323142 | 2003 DB4               | 22 de febrer de 2003   | Palomar              | NEAT                   |
| 323143 | 2003 DG14              | 26 de febrer de 2003   | Socorro              | LINEAR                 |
| 323144 | 2003 DT17              | 27 de febrer de 2003   | Haleakala            | NEAT                   |
| 323145 | 2003 DS24              | 28 de setembre de 2001 | Palomar              | NEAT                   |
| 323146 | 2003 EF15              | 7 de març de 2003      | Socorro              | LINEAR                 |
| 323147 | 2003 ER18              | 6 de març de 2003      | Anderson Mesa        | LONEOS                 |
| 323148 | 2003 EB27              | 23 de febrer de 2003   | Anderson Mesa        | LONEOS                 |
| 323149 | 2003 EC40              | 8 de març de 2003      | Socorro              | LINEAR                 |
| 323150 | 2003 EL59              | 10 de març de 2003     | Palomar              | NEAT                   |
| 323151 | 2003 EE63              | 12 de març de 2003     | Palomar              | NEAT                   |
| 323152 | 2003 EL63              | 9 de març de 2003      | Palomar              | NEAT                   |
| 323153 | 2003 EM63              | 9 de març de 2003      | Palomar              | NEAT                   |
| 323154 | 2003 FD                | 22 de març de 2003     | Palomar              | NEAT                   |
| 323155 | 2003 FH20              | 23 de març de 2003     | Palomar              | NEAT                   |
| 323156 | 2003 FM20              | 23 de març de 2003     | Palomar              | NEAT                   |
| 323157 | 2003 FG27              | 24 de març de 2003     | Kitt Peak            | Spacewatch             |
| 323158 | 2003 FB50              | 24 de març de 2003     | Haleakala            | NEAT                   |
| 323159 | 2003 FH51              | 25 de març de 2003     | Palomar              | NEAT                   |
| 323160 | 2003 FB56              | 26 de març de 2003     | Palomar              | NEAT                   |
| 323161 | 2003 FW67              | 26 de març de 2003     | Kitt Peak            | Spacewatch             |
| 323162 | 2003 FB69              | 26 de març de 2003     | Kitt Peak            | Spacewatch             |
| 323163 | 2003 FE78              | 10 de març de 2003     | Anderson Mesa        | LONEOS                 |
| 323164 | 2003 FZ91              | 29 de març de 2003     | Anderson Mesa        | LONEOS                 |
| 323165 | 2003 FZ93              | 29 de març de 2003     | Anderson Mesa        | LONEOS                 |
| 323166 | 2003 FN94              | 29 de març de 2003     | Anderson Mesa        | LONEOS                 |
| 323167 | 2003 FD95              | 30 de març de 2003     | Anderson Mesa        | LONEOS                 |
| 323168 | 2003 FO117             | 25 de març de 2003     | Palomar              | NEAT                   |
| 323169 | 2003 FV126             | 31 de març de 2003     | Kitt Peak            | Spacewatch             |
| 323170 | 2003 GU3               | 1 d'abril de 2003      | Socorro              | LINEAR                 |
| 323171 | 2003 GK10              | 2 d'abril de 2003      | Haleakala            | NEAT                   |
| 323172 | 2003 GL10              | 2 d'abril de 2003      | Haleakala            | NEAT                   |
| 323173 | 2003 GC13              | 1 d'abril de 2003      | Socorro              | LINEAR                 |
| 323174 | 2003 GY19              | 5 d'abril de 2003      | Kitt Peak            | Spacewatch             |
| 323175 | 2003 GY22              | 3 d'abril de 2003      | Anderson Mesa        | LONEOS                 |
| 323176 | 2003 GA27              | 5 d'abril de 2003      | Kitt Peak            | Spacewatch             |
| 323177 | 2003 GH35              | 4 d'abril de 2003      | Kitt Peak            | Spacewatch             |
| 323178 | 2003 HT1               | 23 d'abril de 2003     | Campo Imperatore     | CINEOS                 |
| 323179 | 2003 HR32              | 29 d'abril de 2003     | Haleakala            | NEAT                   |
| 323180 | 2003 HZ32              | 28 d'abril de 2003     | Socorro              | LINEAR                 |
| 323181 | 2003 KC13              | 27 de maig de 2003     | Kitt Peak            | Spacewatch             |
| 323182 | 2003 MQ5               | 26 de juny de 2003     | Socorro              | LINEAR                 |
| 323183 | 2003 NJ                | 21 d'abril de 1993     | Kitt Peak            | Spacewatch             |
| 323184 | 2003 NT4               | 5 de juliol de 2003    | Haleakala            | NEAT                   |
| 323185 | 2003 NW12              | 4 de juliol de 2003    | Kitt Peak            | Spacewatch             |
| 323186 | 2003 OE16              | 24 de juliol de 2003   | Wise                 | Wise                   |
| 323187 | 2003 OV27              | 24 de juliol de 2003   | Palomar              | NEAT                   |
| 323188 | 2003 ON33              | 25 de juliol de 2003   | Palomar              | NEAT                   |
| 323189 | 2003 QJ1               | 19 d'agost de 2003     | Campo Imperatore     | CINEOS                 |
| 323190 | 2003 QL10              | 21 d'agost de 2003     | Socorro              | LINEAR                 |
| 323191 | 2003 QC15              | 20 d'agost de 2003     | Palomar              | NEAT                   |
| 323192 | 2003 QP16              | 20 d'agost de 2003     | Campo Imperatore     | CINEOS                 |
| 323193 | 2003 QP35              | 22 d'agost de 2003     | Socorro              | LINEAR                 |
| 323194 | 2003 QA45              | 23 de juliol de 2003   | Palomar              | NEAT                   |
| 323195 | 2003 QS48              | 21 d'agost de 2003     | Palomar              | NEAT                   |
| 323196 | 2003 QB68              | 25 d'agost de 2003     | Socorro              | LINEAR                 |
| 323197 | 2003 QU70              | 23 d'agost de 2003     | Palomar              | NEAT                   |
| 323198 | 2003 QQ74              | 24 d'agost de 2003     | Socorro              | LINEAR                 |
| 323199 | 2003 QV75              | 24 d'agost de 2003     | Socorro              | LINEAR                 |
| 323200 | 2003 QT104             | 29 d'agost de 2003     | Socorro              | LINEAR                 |

## 323201-323300
| Nom    | Designació provisional | Data de descobriment   | Lloc de descobriment | Descobridor/s            |
| ------ | ---------------------- | ---------------------- | -------------------- | ------------------------ |
| 323201 | 2003 QF120             | 28 d'agost de 2003     | Palomar              | NEAT                     |
| 323202 | 2003 RS18              | 15 de setembre de 2003 | Anderson Mesa        | LONEOS                   |
| 323203 | 2003 RS19              | 15 de setembre de 2003 | Anderson Mesa        | LONEOS                   |
| 323204 | 2003 RY22              | 15 de setembre de 2003 | Palomar              | NEAT                     |
| 323205 | 2003 SY                | 16 de setembre de 2003 | Kitt Peak            | Spacewatch               |
| 323206 | 2003 SB2               | 16 de setembre de 2003 | Kitt Peak            | Spacewatch               |
| 323207 | 2003 SP2               | 16 de setembre de 2003 | Kitt Peak            | Spacewatch               |
| 323208 | 2003 SL10              | 17 de setembre de 2003 | Kitt Peak            | Spacewatch               |
| 323209 | 2003 SG13              | 16 de setembre de 2003 | Kitt Peak            | Spacewatch               |
| 323210 | 2003 SO25              | 17 de setembre de 2003 | Kitt Peak            | Spacewatch               |
| 323211 | 2003 SZ26              | 18 de setembre de 2003 | Palomar              | NEAT                     |
| 323212 | 2003 SN30              | 18 de setembre de 2003 | Kitt Peak            | Spacewatch               |
| 323213 | 2003 SP36              | 17 de setembre de 2003 | Kitt Peak            | Spacewatch               |
| 323214 | 2003 SE38              | 16 de setembre de 2003 | Palomar              | NEAT                     |
| 323215 | 2003 SO38              | 16 de setembre de 2003 | Palomar              | NEAT                     |
| 323216 | 2003 ST39              | 16 de setembre de 2003 | Palomar              | NEAT                     |
| 323217 | 2003 SD44              | 16 de setembre de 2003 | Anderson Mesa        | LONEOS                   |
| 323218 | 2003 SL54              | 16 de setembre de 2003 | Anderson Mesa        | LONEOS                   |
| 323219 | 2003 SS71              | 18 de setembre de 2003 | Kitt Peak            | Spacewatch               |
| 323220 | 2003 SJ78              | 19 de setembre de 2003 | Kitt Peak            | Spacewatch               |
| 323221 | 2003 SC79              | 19 de setembre de 2003 | Kitt Peak            | Spacewatch               |
| 323222 | 2003 SD84              | 19 de setembre de 2003 | Kitt Peak            | Spacewatch               |
| 323223 | 2003 SH86              | 16 de setembre de 2003 | Palomar              | NEAT                     |
| 323224 | 2003 SX95              | 19 de setembre de 2003 | Palomar              | NEAT                     |
| 323225 | 2003 SN98              | 19 de setembre de 2003 | Kitt Peak            | Spacewatch               |
| 323226 | 2003 SY111             | 18 de setembre de 2003 | Goodricke-Pigott     | R. A. Tucker             |
| 323227 | 2003 SG113             | 16 de setembre de 2003 | Kitt Peak            | Spacewatch               |
| 323228 | 2003 SF123             | 18 de setembre de 2003 | Socorro              | LINEAR                   |
| 323229 | 2003 SW139             | 18 de setembre de 2003 | Kitt Peak            | Spacewatch               |
| 323230 | 2003 SJ146             | 20 de setembre de 2003 | Palomar              | NEAT                     |
| 323231 | 2003 SK154             | 19 de setembre de 2003 | Anderson Mesa        | LONEOS                   |
| 323232 | 2003 SB156             | 19 de setembre de 2003 | Anderson Mesa        | LONEOS                   |
| 323233 | 2003 ST158             | 19 de setembre de 2003 | Socorro              | LINEAR                   |
| 323234 | 2003 SM168             | 21 de setembre de 2003 | Palomar              | NEAT                     |
| 323235 | 2003 SX171             | 18 de setembre de 2003 | Kitt Peak            | Spacewatch               |
| 323236 | 2003 SA172             | 18 de setembre de 2003 | Socorro              | LINEAR                   |
| 323237 | 2003 SB174             | 18 de setembre de 2003 | Palomar              | NEAT                     |
| 323238 | 2003 SO176             | 18 de setembre de 2003 | Palomar              | NEAT                     |
| 323239 | 2003 SO178             | 19 de setembre de 2003 | Kitt Peak            | Spacewatch               |
| 323240 | 2003 SC188             | 22 de setembre de 2003 | Socorro              | LINEAR                   |
| 323241 | 2003 SH189             | 22 de setembre de 2003 | Anderson Mesa        | LONEOS                   |
| 323242 | 2003 SQ194             | 20 de setembre de 2003 | Palomar              | NEAT                     |
| 323243 | 2003 SO201             | 23 de setembre de 2003 | Emerald Lane         | L. Ball                  |
| 323244 | 2003 SK205             | 23 de setembre de 2003 | Haleakala            | NEAT                     |
| 323245 | 2003 SA227             | 27 de setembre de 2003 | Kitt Peak            | Spacewatch               |
| 323246 | 2003 SD228             | 27 de setembre de 2003 | Socorro              | LINEAR                   |
| 323247 | 2003 SN230             | 24 de setembre de 2003 | Palomar              | NEAT                     |
| 323248 | 2003 SA233             | 25 de setembre de 2003 | Palomar              | NEAT                     |
| 323249 | 2003 SG233             | 25 de setembre de 2003 | Palomar              | NEAT                     |
| 323250 | 2003 SZ233             | 25 de setembre de 2003 | Palomar              | NEAT                     |
| 323251 | 2003 SL237             | 26 de setembre de 2003 | Socorro              | LINEAR                   |
| 323252 | 2003 SR238             | 27 de setembre de 2003 | Socorro              | LINEAR                   |
| 323253 | 2003 SM244             | 25 de setembre de 2003 | Haleakala            | NEAT                     |
| 323254 | 2003 SY253             | 18 de setembre de 2003 | Kitt Peak            | Spacewatch               |
| 323255 | 2003 SQ260             | 27 de setembre de 2003 | Kitt Peak            | Spacewatch               |
| 323256 | 2003 SG268             | 29 de setembre de 2003 | Kitt Peak            | Spacewatch               |
| 323257 | 2003 SW272             | 27 de setembre de 2003 | Socorro              | LINEAR                   |
| 323258 | 2003 SX279             | 18 de setembre de 2003 | Kitt Peak            | Spacewatch               |
| 323259 | 2003 SP285             | 20 de setembre de 2003 | Kitt Peak            | Spacewatch               |
| 323260 | 2003 SK315             | 28 de setembre de 2003 | Anderson Mesa        | LONEOS                   |
| 323261 | 2003 SW321             | 26 de setembre de 2003 | Apache Point         | Sloan Digital Sky Survey |
| 323262 | 2003 SB323             | 16 de setembre de 2003 | Kitt Peak            | Spacewatch               |
| 323263 | 2003 SD325             | 17 de setembre de 2003 | Kitt Peak            | Spacewatch               |
| 323264 | 2003 SS325             | 18 de setembre de 2003 | Kitt Peak            | Spacewatch               |
| 323265 | 2003 SL327             | 18 de setembre de 2003 | Kitt Peak            | Spacewatch               |
| 323266 | 2003 SZ327             | 19 de setembre de 2003 | Campo Imperatore     | CINEOS                   |
| 323267 | 2003 SX334             | 26 de setembre de 2003 | Apache Point         | Sloan Digital Sky Survey |
| 323268 | 2003 SD337             | 28 de setembre de 2003 | Apache Point         | Sloan Digital Sky Survey |
| 323269 | 2003 SY337             | 21 de setembre de 2003 | Palomar              | NEAT                     |
| 323270 | 2003 SA346             | 18 de setembre de 2003 | Palomar              | NEAT                     |
| 323271 | 2003 SW363             | 20 de setembre de 2003 | Kitt Peak            | Spacewatch               |
| 323272 | 2003 SW365             | 26 de setembre de 2003 | Apache Point         | Sloan Digital Sky Survey |
| 323273 | 2003 SN379             | 26 de setembre de 2003 | Apache Point         | Sloan Digital Sky Survey |
| 323274 | 2003 SQ390             | 26 de setembre de 2003 | Apache Point         | Sloan Digital Sky Survey |
| 323275 | 2003 SK403             | 27 de setembre de 2003 | Kitt Peak            | Spacewatch               |
| 323276 | 2003 SB410             | 28 de setembre de 2003 | Apache Point         | Sloan Digital Sky Survey |
| 323277 | 2003 SP427             | 18 de setembre de 2003 | Kitt Peak            | Spacewatch               |
| 323278 | 2003 SR429             | 28 de setembre de 2003 | Anderson Mesa        | LONEOS                   |
| 323279 | 2003 SW429             | 28 de setembre de 2003 | Kitt Peak            | Spacewatch               |
| 323280 | 2003 SB430             | 29 de setembre de 2003 | Kitt Peak            | Spacewatch               |
| 323281 | 2003 SP431             | 19 de setembre de 2003 | Kitt Peak            | Spacewatch               |
| 323282 | 2003 SJ432             | 3 de març de 2001      | Kitt Peak            | Spacewatch               |
| 323283 | 2003 SQ432             | 19 de setembre de 2003 | Kitt Peak            | Spacewatch               |
| 323284 | 2003 SU432             | 20 de setembre de 2003 | Campo Imperatore     | CINEOS                   |
| 323285 | 2003 TC1               | 4 d'octubre de 2003    | Kingsnake            | J. V. McClusky           |
| 323286 | 2003 TB9               | 3 d'octubre de 2003    | Haleakala            | NEAT                     |
| 323287 | 2003 TR11              | 14 d'octubre de 2003   | Anderson Mesa        | LONEOS                   |
| 323288 | 2003 TC14              | 15 d'octubre de 2003   | Anderson Mesa        | LONEOS                   |
| 323289 | 2003 TU18              | 15 d'octubre de 2003   | Anderson Mesa        | LONEOS                   |
| 323290 | 2003 TU19              | 15 d'octubre de 2003   | Anderson Mesa        | LONEOS                   |
| 323291 | 2003 TJ20              | 14 d'octubre de 2003   | Palomar              | NEAT                     |
| 323292 | 2003 TT25              | 1 d'octubre de 2003    | Kitt Peak            | Spacewatch               |
| 323293 | 2003 TZ37              | 21 de setembre de 2003 | Kitt Peak            | Spacewatch               |
| 323294 | 2003 TN41              | 2 d'octubre de 2003    | Kitt Peak            | Spacewatch               |
| 323295 | 2003 TC53              | 5 d'octubre de 2003    | Kitt Peak            | Spacewatch               |
| 323296 | 2003 UV5               | 18 d'octubre de 2003   | Palomar              | NEAT                     |
| 323297 | 2003 UX7               | 18 d'octubre de 2003   | Klet                 | Klet                     |
| 323298 | 2003 UT12              | 17 d'octubre de 2003   | Bergisch Gladbac     | W. Bickel                |
| 323299 | 2003 UE17              | 17 d'octubre de 2003   | Kitt Peak            | Spacewatch               |
| 323300 | 2003 UD22              | 23 d'octubre de 2003   | Socorro              | LINEAR                   |

## 323301-323400
| Nom    | Designació provisional | Data de descobriment   | Lloc de descobriment | Descobridor/s               |
| ------ | ---------------------- | ---------------------- | -------------------- | --------------------------- |
| 323301 | 2003 UG23              | 22 d'octubre de 2003   | Kvistaberg           | Uppsala-DLR Asteroid Survey |
| 323302 | 2003 UF29              | 23 d'octubre de 2003   | Kvistaberg           | Uppsala-DLR Asteroid Survey |
| 323303 | 2003 UZ34              | 22 d'octubre de 2003   | Kitt Peak            | Spacewatch                  |
| 323304 | 2003 UA35              | 24 d'octubre de 2003   | Socorro              | LINEAR                      |
| 323305 | 2003 UE62              | 16 d'octubre de 2003   | Anderson Mesa        | LONEOS                      |
| 323306 | 2003 UU72              | 19 d'octubre de 2003   | Kitt Peak            | Spacewatch                  |
| 323307 | 2003 UF81              | 16 d'octubre de 2003   | Anderson Mesa        | LONEOS                      |
| 323308 | 2003 UH81              | 16 d'octubre de 2003   | Anderson Mesa        | LONEOS                      |
| 323309 | 2003 UK95              | 18 d'octubre de 2003   | Haleakala            | NEAT                        |
| 323310 | 2003 UQ95              | 29 de setembre de 2003 | Socorro              | LINEAR                      |
| 323311 | 2003 UZ95              | 18 d'octubre de 2003   | Kitt Peak            | Spacewatch                  |
| 323312 | 2003 UT96              | 19 d'octubre de 2003   | Kitt Peak            | Spacewatch                  |
| 323313 | 2003 US101             | 20 d'octubre de 2003   | Socorro              | LINEAR                      |
| 323314 | 2003 UZ107             | 19 d'octubre de 2003   | Palomar              | NEAT                        |
| 323315 | 2003 UF111             | 20 d'octubre de 2003   | Kitt Peak            | Spacewatch                  |
| 323316 | 2003 UA112             | 20 d'octubre de 2003   | Socorro              | LINEAR                      |
| 323317 | 2003 UY114             | 20 d'octubre de 2003   | Kitt Peak            | Spacewatch                  |
| 323318 | 2003 UE115             | 20 d'octubre de 2003   | Kitt Peak            | Spacewatch                  |
| 323319 | 2003 US117             | 30 d'octubre de 2003   | Socorro              | LINEAR                      |
| 323320 | 2003 UB118             | 17 d'octubre de 2003   | Kitt Peak            | Spacewatch                  |
| 323321 | 2003 UZ131             | 19 d'octubre de 2003   | Palomar              | NEAT                        |
| 323322 | 2003 UJ133             | 22 de setembre de 2003 | Palomar              | NEAT                        |
| 323323 | 2003 UD135             | 21 d'octubre de 2003   | Anderson Mesa        | LONEOS                      |
| 323324 | 2003 UL135             | 21 d'octubre de 2003   | Palomar              | NEAT                        |
| 323325 | 2003 UR141             | 18 d'octubre de 2003   | Anderson Mesa        | LONEOS                      |
| 323326 | 2003 UZ150             | 21 d'octubre de 2003   | Kitt Peak            | Spacewatch                  |
| 323327 | 2003 UK156             | 15 d'octubre de 2003   | Anderson Mesa        | LONEOS                      |
| 323328 | 2003 UJ164             | 21 d'octubre de 2003   | Socorro              | LINEAR                      |
| 323329 | 2003 UD167             | 22 d'octubre de 2003   | Socorro              | LINEAR                      |
| 323330 | 2003 UM172             | 20 d'octubre de 2003   | Socorro              | LINEAR                      |
| 323331 | 2003 UC175             | 21 d'octubre de 2003   | Kitt Peak            | Spacewatch                  |
| 323332 | 2003 UJ178             | 21 d'octubre de 2003   | Palomar              | NEAT                        |
| 323333 | 2003 UG185             | 21 d'octubre de 2003   | Kitt Peak            | Spacewatch                  |
| 323334 | 2003 UW185             | 22 d'octubre de 2003   | Socorro              | LINEAR                      |
| 323335 | 2003 UD191             | 23 d'octubre de 2003   | Anderson Mesa        | LONEOS                      |
| 323336 | 2003 UL193             | 20 d'octubre de 2003   | Kitt Peak            | Spacewatch                  |
| 323337 | 2003 UT203             | 21 d'octubre de 2003   | Kitt Peak            | Spacewatch                  |
| 323338 | 2003 UW212             | 23 d'octubre de 2003   | Haleakala            | NEAT                        |
| 323339 | 2003 UE219             | 18 de setembre de 2003 | Kitt Peak            | Spacewatch                  |
| 323340 | 2003 UF222             | 3 d'octubre de 2003    | Kitt Peak            | Spacewatch                  |
| 323341 | 2003 UC233             | 24 d'octubre de 2003   | Kitt Peak            | Spacewatch                  |
| 323342 | 2003 UK261             | 26 d'octubre de 2003   | Kitt Peak            | Spacewatch                  |
| 323343 | 2003 US267             | 23 d'octubre de 2003   | Kitt Peak            | Spacewatch                  |
| 323344 | 2003 UQ277             | 25 d'octubre de 2003   | Socorro              | LINEAR                      |
| 323345 | 2003 UM295             | 28 de setembre de 2003 | Kitt Peak            | Spacewatch                  |
| 323346 | 2003 UP299             | 20 de setembre de 2003 | Anderson Mesa        | LONEOS                      |
| 323347 | 2003 UH304             | 17 d'octubre de 2003   | Kitt Peak            | Spacewatch                  |
| 323348 | 2003 UP325             | 17 d'octubre de 2003   | Apache Point         | Sloan Digital Sky Survey    |
| 323349 | 2003 UM328             | 17 d'octubre de 2003   | Apache Point         | Sloan Digital Sky Survey    |
| 323350 | 2003 US331             | 18 d'octubre de 2003   | Apache Point         | Sloan Digital Sky Survey    |
| 323351 | 2003 UV332             | 18 d'octubre de 2003   | Apache Point         | Sloan Digital Sky Survey    |
| 323352 | 2003 UQ337             | 16 de setembre de 2003 | Kitt Peak            | Spacewatch                  |
| 323353 | 2003 UQ343             | 19 d'octubre de 2003   | Kitt Peak            | Spacewatch                  |
| 323354 | 2003 UV360             | 16 de setembre de 2003 | Kitt Peak            | Spacewatch                  |
| 323355 | 2003 US362             | 20 d'octubre de 2003   | Kitt Peak            | Spacewatch                  |
| 323356 | 2003 UW373             | 22 d'octubre de 2003   | Apache Point         | Sloan Digital Sky Survey    |
| 323357 | 2003 UZ375             | 22 d'octubre de 2003   | Apache Point         | Sloan Digital Sky Survey    |
| 323358 | 2003 UX376             | 22 d'octubre de 2003   | Apache Point         | Sloan Digital Sky Survey    |
| 323359 | 2003 US377             | 28 de setembre de 2003 | Kitt Peak            | Spacewatch                  |
| 323360 | 2003 UU400             | 23 d'octubre de 2003   | Apache Point         | Sloan Digital Sky Survey    |
| 323361 | 2003 WQ3               | 16 de novembre de 2003 | Catalina             | CSS                         |
| 323362 | 2003 WF6               | 25 d'octubre de 2003   | Socorro              | LINEAR                      |
| 323363 | 2003 WB7               | 18 de novembre de 2003 | Palomar              | NEAT                        |
| 323364 | 2003 WD17              | 18 de novembre de 2003 | Palomar              | NEAT                        |
| 323365 | 2003 WF24              | 19 de novembre de 2003 | Kitt Peak            | Spacewatch                  |
| 323366 | 2003 WA34              | 19 de novembre de 2003 | Kitt Peak            | Spacewatch                  |
| 323367 | 2003 WC60              | 18 de novembre de 2003 | Palomar              | NEAT                        |
| 323368 | 2003 WK65              | 19 de novembre de 2003 | Kitt Peak            | Spacewatch                  |
| 323369 | 2003 WA71              | 20 de novembre de 2003 | Palomar              | NEAT                        |
| 323370 | 2003 WH93              | 19 de novembre de 2003 | Anderson Mesa        | LONEOS                      |
| 323371 | 2003 WB102             | 21 de novembre de 2003 | Socorro              | LINEAR                      |
| 323372 | 2003 WL109             | 20 de novembre de 2003 | Socorro              | LINEAR                      |
| 323373 | 2003 WW110             | 20 de novembre de 2003 | Socorro              | LINEAR                      |
| 323374 | 2003 WY116             | 20 de novembre de 2003 | Socorro              | LINEAR                      |
| 323375 | 2003 WX117             | 20 de novembre de 2003 | Socorro              | LINEAR                      |
| 323376 | 2003 WG143             | 23 de novembre de 2003 | Socorro              | LINEAR                      |
| 323377 | 2003 WY148             | 24 de novembre de 2003 | Socorro              | LINEAR                      |
| 323378 | 2003 XG4               | 1 de desembre de 2003  | Socorro              | LINEAR                      |
| 323379 | 2003 XC29              | 19 de novembre de 2003 | Kitt Peak            | Spacewatch                  |
| 323380 | 2003 YY                | 17 de desembre de 2003 | Socorro              | LINEAR                      |
| 323381 | 2003 YB16              | 17 de desembre de 2003 | Anderson Mesa        | LONEOS                      |
| 323382 | 2003 YA31              | 18 de desembre de 2003 | Socorro              | LINEAR                      |
| 323383 | 2003 YX58              | 19 de desembre de 2003 | Socorro              | LINEAR                      |
| 323384 | 2003 YX59              | 19 de desembre de 2003 | Kitt Peak            | Spacewatch                  |
| 323385 | 2003 YQ69              | 21 de desembre de 2003 | Kitt Peak            | Spacewatch                  |
| 323386 | 2003 YU73              | 18 de desembre de 2003 | Kitt Peak            | Spacewatch                  |
| 323387 | 2003 YE74              | 18 de desembre de 2003 | Socorro              | LINEAR                      |
| 323388 | 2003 YS90              | 20 de desembre de 2003 | Socorro              | LINEAR                      |
| 323389 | 2003 YG93              | 21 de desembre de 2003 | Socorro              | LINEAR                      |
| 323390 | 2003 YL96              | 19 de desembre de 2003 | Socorro              | LINEAR                      |
| 323391 | 2003 YV103             | 21 de desembre de 2003 | Socorro              | LINEAR                      |
| 323392 | 2003 YZ105             | 22 de desembre de 2003 | Socorro              | LINEAR                      |
| 323393 | 2003 YE116             | 27 de desembre de 2003 | Socorro              | LINEAR                      |
| 323394 | 2003 YF116             | 27 de desembre de 2003 | Socorro              | LINEAR                      |
| 323395 | 2003 YV135             | 28 de desembre de 2003 | Kitt Peak            | Spacewatch                  |
| 323396 | 2004 AE3               | 13 de gener de 2004    | Anderson Mesa        | LONEOS                      |
| 323397 | 2004 AU12              | 13 de gener de 2004    | Kitt Peak            | Spacewatch                  |
| 323398 | 2004 AR20              | 15 de gener de 2004    | Kitt Peak            | Spacewatch                  |
| 323399 | 2004 BZ                | 16 de gener de 2004    | Kitt Peak            | Spacewatch                  |
| 323400 | 2004 BH21              | 18 de gener de 2004    | Kitt Peak            | Spacewatch                  |

## 323401-323500
| Nom    | Designació provisional | Data de descobriment | Lloc de descobriment | Descobridor/s        |
| ------ | ---------------------- | -------------------- | -------------------- | -------------------- |
| 323401 | 2004 BM22              | 17 de gener de 2004  | Palomar              | NEAT                 |
| 323402 | 2004 BP23              | 18 de gener de 2004  | Palomar              | NEAT                 |
| 323403 | 2004 BZ29              | 18 de gener de 2004  | Palomar              | NEAT                 |
| 323404 | 2004 BK36              | 19 de gener de 2004  | Kitt Peak            | Spacewatch           |
| 323405 | 2004 BQ55              | 22 de gener de 2004  | Socorro              | LINEAR               |
| 323406 | 2004 BB86              | 29 de gener de 2004  | Socorro              | LINEAR               |
| 323407 | 2004 BD125             | 16 de gener de 2004  | Kitt Peak            | Spacewatch           |
| 323408 | 2004 BX132             | 17 de gener de 2004  | Kitt Peak            | Spacewatch           |
| 323409 | 2004 CK43              | 12 de febrer de 2004 | Kitt Peak            | Spacewatch           |
| 323410 | 2004 CK84              | 13 de febrer de 2004 | Kitt Peak            | Spacewatch           |
| 323411 | 2004 CQ110             | 14 de febrer de 2004 | Catalina             | CSS                  |
| 323412 | 2004 CB116             | 11 de febrer de 2004 | Anderson Mesa        | LONEOS               |
| 323413 | 2004 CE119             | 12 de febrer de 2004 | Kitt Peak            | Spacewatch           |
| 323414 | 2004 DQ19              | 17 de febrer de 2004 | Catalina             | CSS                  |
| 323415 | 2004 DM56              | 22 de febrer de 2004 | Kitt Peak            | Spacewatch           |
| 323416 | 2004 EE1               | 14 de març de 2004   | Socorro              | LINEAR               |
| 323417 | 2004 EQ1               | 11 de març de 2004   | Palomar              | NEAT                 |
| 323418 | 2004 EH6               | 12 de març de 2004   | Palomar              | NEAT                 |
| 323419 | 2004 EF10              | 14 de març de 2004   | Catalina             | CSS                  |
| 323420 | 2004 EB25              | 15 de març de 2004   | Socorro              | LINEAR               |
| 323421 | 2004 EF77              | 15 de març de 2004   | Socorro              | LINEAR               |
| 323422 | 2004 EJ84              | 15 de març de 2004   | Kitt Peak            | Spacewatch           |
| 323423 | 2004 FQ2               | 17 de març de 2004   | Socorro              | LINEAR               |
| 323424 | 2004 FK3               | 16 de març de 2004   | Socorro              | LINEAR               |
| 323425 | 2004 FV4               | 18 de març de 2004   | Kitt Peak            | Spacewatch           |
| 323426 | 2004 FA32              | 24 de març de 2004   | Catalina             | CSS                  |
| 323427 | 2004 FP46              | 17 de març de 2004   | Socorro              | LINEAR               |
| 323428 | 2004 FR54              | 18 de març de 2004   | Kitt Peak            | Spacewatch           |
| 323429 | 2004 FK103             | 23 de març de 2004   | Kitt Peak            | Spacewatch           |
| 323430 | 2004 FZ116             | 26 de març de 2004   | Kitt Peak            | Spacewatch           |
| 323431 | 2004 FG120             | 23 de març de 2004   | Kitt Peak            | Spacewatch           |
| 323432 | 2004 FN138             | 29 de març de 2004   | Socorro              | LINEAR               |
| 323433 | 2004 FY147             | 16 de març de 2004   | Siding Spring        | Siding Spring Survey |
| 323434 | 2004 FF165             | 23 de març de 2004   | Socorro              | LINEAR               |
| 323435 | 2004 GC17              | 10 d'abril de 2004   | Palomar              | NEAT                 |
| 323436 | 2004 GD21              | 11 d'abril de 2004   | Palomar              | NEAT                 |
| 323437 | 2004 GZ21              | 12 d'abril de 2004   | Palomar              | NEAT                 |
| 323438 | 2004 GM28              | 14 d'abril de 2004   | Anderson Mesa        | LONEOS               |
| 323439 | 2004 GA49              | 12 d'abril de 2004   | Kitt Peak            | Spacewatch           |
| 323440 | 2004 GY84              | 14 d'abril de 2004   | Kitt Peak            | Spacewatch           |
| 323441 | 2004 HT                | 17 d'abril de 2004   | Socorro              | LINEAR               |
| 323442 | 2004 HB1               | 19 d'abril de 2004   | Desert Eagle         | W. K. Y. Yeung       |
| 323443 | 2004 HP9               | 17 d'abril de 2004   | Socorro              | LINEAR               |
| 323444 | 2004 HG11              | 19 d'abril de 2004   | Socorro              | LINEAR               |
| 323445 | 2004 HV27              | 20 d'abril de 2004   | Socorro              | LINEAR               |
| 323446 | 2004 HM28              | 20 d'abril de 2004   | Socorro              | LINEAR               |
| 323447 | 2004 HS28              | 20 d'abril de 2004   | Socorro              | LINEAR               |
| 323448 | 2004 HL29              | 21 d'abril de 2004   | Kitt Peak            | Spacewatch           |
| 323449 | 2004 HY30              | 21 d'abril de 2004   | Reedy Creek          | J. Broughton         |
| 323450 | 2004 HF33              | 22 d'abril de 2004   | Socorro              | LINEAR               |
| 323451 | 2004 HN35              | 20 d'abril de 2004   | Socorro              | LINEAR               |
| 323452 | 2004 HT52              | 24 d'abril de 2004   | Kitt Peak            | Spacewatch           |
| 323453 | 2004 HQ53              | 25 d'abril de 2004   | Haleakala            | NEAT                 |
| 323454 | 2004 HL55              | 24 d'abril de 2004   | Anderson Mesa        | LONEOS               |
| 323455 | 2004 HQ58              | 24 d'abril de 2004   | Socorro              | LINEAR               |
| 323456 | 2004 HJ74              | 28 d'abril de 2004   | Haleakala            | NEAT                 |
| 323457 | 2004 JH4               | 10 de maig de 2004   | Catalina             | CSS                  |
| 323458 | 2004 JW10              | 12 de maig de 2004   | Catalina             | CSS                  |
| 323459 | 2004 JW17              | 12 de maig de 2004   | Siding Spring        | Siding Spring Survey |
| 323460 | 2004 JO18              | 13 de maig de 2004   | Anderson Mesa        | LONEOS               |
| 323461 | 2004 JZ26              | 15 de maig de 2004   | Socorro              | LINEAR               |
| 323462 | 2004 JM28              | 12 de maig de 2004   | Socorro              | LINEAR               |
| 323463 | 2004 JA44              | 12 de maig de 2004   | Anderson Mesa        | LONEOS               |
| 323464 | 2004 KM3               | 16 de maig de 2004   | Socorro              | LINEAR               |
| 323465 | 2004 KM12              | 22 de maig de 2004   | Catalina             | CSS                  |
| 323466 | 2004 KR13              | 21 de maig de 2004   | Catalina             | CSS                  |
| 323467 | 2004 KX13              | 22 de maig de 2004   | Catalina             | CSS                  |
| 323468 | 2004 KA15              | 19 de maig de 2004   | Needville            | Needville            |
| 323469 | 2004 KH18              | 16 de maig de 2004   | Socorro              | LINEAR               |
| 323470 | 2004 KJ18              | 20 de maig de 2004   | Siding Spring        | Siding Spring Survey |
| 323471 | 2004 LY1               | 10 de juny de 2004   | Socorro              | LINEAR               |
| 323472 | 2004 LM3               | 11 de juny de 2004   | Kitt Peak            | Spacewatch           |
| 323473 | 2004 LS3               | 10 de juny de 2004   | Goodricke-Pigott     | R. A. Tucker         |
| 323474 | 2004 LU4               | 12 de juny de 2004   | Kitt Peak            | Spacewatch           |
| 323475 | 2004 LQ5               | 10 de juny de 2004   | Campo Imperatore     | CINEOS               |
| 323476 | 2004 LD7               | 11 de juny de 2004   | Socorro              | LINEAR               |
| 323477 | 2004 LG25              | 15 de juny de 2004   | Socorro              | LINEAR               |
| 323478 | 2004 LX26              | 12 de juny de 2004   | Catalina             | CSS                  |
| 323479 | 2004 LP31              | 12 de juny de 2004   | Catalina             | CSS                  |
| 323480 | 2004 NS10              | 9 de juliol de 2004  | Siding Spring        | Siding Spring Survey |
| 323481 | 2004 NY19              | 14 de juliol de 2004 | Socorro              | LINEAR               |
| 323482 | 2004 NC28              | 11 de juliol de 2004 | Socorro              | LINEAR               |
| 323483 | 2004 OW8               | 18 de juliol de 2004 | Socorro              | LINEAR               |
| 323484 | 2004 OL15              | 25 de juliol de 2004 | Anderson Mesa        | LONEOS               |
| 323485 | 2004 PO8               | 6 d'agost de 2004    | Palomar              | NEAT                 |
| 323486 | 2004 PM25              | 8 d'agost de 2004    | Socorro              | LINEAR               |
| 323487 | 2004 PV37              | 9 d'agost de 2004    | Socorro              | LINEAR               |
| 323488 | 2004 PU45              | 7 d'agost de 2004    | Siding Spring        | Siding Spring Survey |
| 323489 | 2004 PP53              | 8 d'agost de 2004    | Socorro              | LINEAR               |
| 323490 | 2004 PJ55              | 8 d'agost de 2004    | Palomar              | NEAT                 |
| 323491 | 2004 PX56              | 9 d'agost de 2004    | Socorro              | LINEAR               |
| 323492 | 2004 PV71              | 8 d'agost de 2004    | Socorro              | LINEAR               |
| 323493 | 2004 PK73              | 8 d'agost de 2004    | Socorro              | LINEAR               |
| 323494 | 2004 PB95              | 11 d'agost de 2004   | Palomar              | NEAT                 |
| 323495 | 2004 PH100             | 12 d'agost de 2004   | Socorro              | LINEAR               |
| 323496 | 2004 PO106             | 12 d'agost de 2004   | Socorro              | LINEAR               |
| 323497 | 2004 PK115             | 11 d'agost de 2004   | Siding Spring        | Siding Spring Survey |
| 323498 | 2004 QE1               | 19 d'agost de 2004   | Socorro              | LINEAR               |
| 323499 | 2004 QA4               | 16 d'agost de 2004   | Siding Spring        | Siding Spring Survey |
| 323500 | 2004 QL8               | 16 d'agost de 2004   | Siding Spring        | Siding Spring Survey |

## 323501-323600
| Nom    | Designació provisional | Data de descobriment   | Lloc de descobriment | Descobridor/s        |
| ------ | ---------------------- | ---------------------- | -------------------- | -------------------- |
| 323501 | 2004 QL9               | 21 d'agost de 2004     | Catalina             | CSS                  |
| 323502 | 2004 QV10              | 21 d'agost de 2004     | Siding Spring        | Siding Spring Survey |
| 323503 | 2004 QA12              | 21 d'agost de 2004     | Siding Spring        | Siding Spring Survey |
| 323504 | 2004 QC13              | 21 d'agost de 2004     | Siding Spring        | Siding Spring Survey |
| 323505 | 2004 QT25              | 27 d'agost de 2004     | Anderson Mesa        | LONEOS               |
| 323506 | 2004 QF28              | 23 d'agost de 2004     | Wise                 | Wise                 |
| 323507 | 2004 RZ11              | 7 de setembre de 2004  | St. Veran            | St. Veran            |
| 323508 | 2004 RU33              | 7 de setembre de 2004  | Socorro              | LINEAR               |
| 323509 | 2004 RS35              | 7 de setembre de 2004  | Socorro              | LINEAR               |
| 323510 | 2004 RR38              | 7 de setembre de 2004  | Palomar              | NEAT                 |
| 323511 | 2004 RJ39              | 7 de setembre de 2004  | Kitt Peak            | Spacewatch           |
| 323512 | 2004 RU55              | 8 de setembre de 2004  | Socorro              | LINEAR               |
| 323513 | 2004 RE57              | 8 de setembre de 2004  | Socorro              | LINEAR               |
| 323514 | 2004 RF64              | 8 de setembre de 2004  | Socorro              | LINEAR               |
| 323515 | 2004 RJ66              | 8 de setembre de 2004  | Socorro              | LINEAR               |
| 323516 | 2004 RP68              | 8 de setembre de 2004  | Socorro              | LINEAR               |
| 323517 | 2004 RB82              | 8 de setembre de 2004  | Palomar              | NEAT                 |
| 323518 | 2004 RP93              | 8 de setembre de 2004  | Socorro              | LINEAR               |
| 323519 | 2004 RC99              | 8 de setembre de 2004  | Socorro              | LINEAR               |
| 323520 | 2004 RT100             | 8 de setembre de 2004  | Socorro              | LINEAR               |
| 323521 | 2004 RX100             | 8 de setembre de 2004  | Socorro              | LINEAR               |
| 323522 | 2004 RC103             | 8 de setembre de 2004  | Socorro              | LINEAR               |
| 323523 | 2004 RF113             | 6 de setembre de 2004  | Socorro              | LINEAR               |
| 323524 | 2004 RY115             | 10 d'agost de 2004     | Campo Imperatore     | CINEOS               |
| 323525 | 2004 RD135             | 7 de setembre de 2004  | Kitt Peak            | Spacewatch           |
| 323526 | 2004 RO135             | 7 de setembre de 2004  | Kitt Peak            | Spacewatch           |
| 323527 | 2004 RO147             | 9 de setembre de 2004  | Socorro              | LINEAR               |
| 323528 | 2004 RR158             | 10 de setembre de 2004 | Socorro              | LINEAR               |
| 323529 | 2004 RY173             | 10 de setembre de 2004 | Socorro              | LINEAR               |
| 323530 | 2004 RG176             | 10 de setembre de 2004 | Socorro              | LINEAR               |
| 323531 | 2004 RX179             | 10 de setembre de 2004 | Socorro              | LINEAR               |
| 323532 | 2004 RN186             | 10 de setembre de 2004 | Socorro              | LINEAR               |
| 323533 | 2004 RF187             | 10 de setembre de 2004 | Socorro              | LINEAR               |
| 323534 | 2004 RP190             | 10 de setembre de 2004 | Socorro              | LINEAR               |
| 323535 | 2004 RY196             | 10 de setembre de 2004 | Socorro              | LINEAR               |
| 323536 | 2004 RR228             | 9 de setembre de 2004  | Kitt Peak            | Spacewatch           |
| 323537 | 2004 RG253             | 15 de setembre de 2004 | Three Buttes         | G. R. Jones          |
| 323538 | 2004 RA257             | 9 de setembre de 2004  | Socorro              | LINEAR               |
| 323539 | 2004 RQ270             | 11 de setembre de 2004 | Kitt Peak            | Spacewatch           |
| 323540 | 2004 RA271             | 11 de setembre de 2004 | Kitt Peak            | Spacewatch           |
| 323541 | 2004 RS273             | 11 de setembre de 2004 | Kitt Peak            | Spacewatch           |
| 323542 | 2004 RG278             | 14 de setembre de 2004 | Socorro              | LINEAR               |
| 323543 | 2004 RX279             | 15 de setembre de 2004 | Kitt Peak            | Spacewatch           |
| 323544 | 2004 RZ307             | 13 de setembre de 2004 | Socorro              | LINEAR               |
| 323545 | 2004 RS345             | 7 de setembre de 2004  | Kitt Peak            | Spacewatch           |
| 323546 | 2004 RA357             | 14 de setembre de 2004 | Anderson Mesa        | LONEOS               |
| 323547 | 2004 SA15              | 17 de setembre de 2004 | Anderson Mesa        | LONEOS               |
| 323548 | 2004 SY25              | 17 de setembre de 2004 | Socorro              | LINEAR               |
| 323549 | 2004 SR30              | 17 de setembre de 2004 | Socorro              | LINEAR               |
| 323550 | 2004 SM44              | 18 de setembre de 2004 | Socorro              | LINEAR               |
| 323551 | 2004 SR44              | 18 de setembre de 2004 | Socorro              | LINEAR               |
| 323552 | 2004 TB                | 2 d'octubre de 2004    | Wrightwood           | J. W. Young          |
| 323553 | 2004 TT5               | 5 d'octubre de 2004    | Kitt Peak            | Spacewatch           |
| 323554 | 2004 TK25              | 4 d'octubre de 2004    | Kitt Peak            | Spacewatch           |
| 323555 | 2004 TY27              | 4 d'octubre de 2004    | Kitt Peak            | Spacewatch           |
| 323556 | 2004 TD36              | 4 d'octubre de 2004    | Kitt Peak            | Spacewatch           |
| 323557 | 2004 TK37              | 4 d'octubre de 2004    | Kitt Peak            | Spacewatch           |
| 323558 | 2004 TH53              | 4 d'octubre de 2004    | Kitt Peak            | Spacewatch           |
| 323559 | 2004 TK54              | 4 d'octubre de 2004    | Kitt Peak            | Spacewatch           |
| 323560 | 2004 TK58              | 5 d'octubre de 2004    | Kitt Peak            | Spacewatch           |
| 323561 | 2004 TR73              | 6 d'octubre de 2004    | Kitt Peak            | Spacewatch           |
| 323562 | 2004 TA81              | 5 d'octubre de 2004    | Kitt Peak            | Spacewatch           |
| 323563 | 2004 TC85              | 5 d'octubre de 2004    | Kitt Peak            | Spacewatch           |
| 323564 | 2004 TS85              | 5 d'octubre de 2004    | Kitt Peak            | Spacewatch           |
| 323565 | 2004 TY86              | 5 d'octubre de 2004    | Kitt Peak            | Spacewatch           |
| 323566 | 2004 TV88              | 5 d'octubre de 2004    | Kitt Peak            | Spacewatch           |
| 323567 | 2004 TO92              | 5 d'octubre de 2004    | Kitt Peak            | Spacewatch           |
| 323568 | 2004 TJ103             | 6 d'octubre de 2004    | Palomar              | NEAT                 |
| 323569 | 2004 TG113             | 7 d'octubre de 2004    | Kitt Peak            | Spacewatch           |
| 323570 | 2004 TN114             | 8 d'octubre de 2004    | Anderson Mesa        | LONEOS               |
| 323571 | 2004 TV116             | 4 d'octubre de 2004    | Anderson Mesa        | LONEOS               |
| 323572 | 2004 TT129             | 7 d'octubre de 2004    | Socorro              | LINEAR               |
| 323573 | 2004 TO132             | 7 d'octubre de 2004    | Palomar              | NEAT                 |
| 323574 | 2004 TB144             | 4 d'octubre de 2004    | Kitt Peak            | Spacewatch           |
| 323575 | 2004 TX147             | 6 d'octubre de 2004    | Kitt Peak            | Spacewatch           |
| 323576 | 2004 TQ172             | 8 d'octubre de 2004    | Socorro              | LINEAR               |
| 323577 | 2004 TV172             | 8 d'octubre de 2004    | Socorro              | LINEAR               |
| 323578 | 2004 TA187             | 7 d'octubre de 2004    | Kitt Peak            | Spacewatch           |
| 323579 | 2004 TN188             | 7 d'octubre de 2004    | Kitt Peak            | Spacewatch           |
| 323580 | 2004 TT196             | 7 d'octubre de 2004    | Kitt Peak            | Spacewatch           |
| 323581 | 2004 TP201             | 7 d'octubre de 2004    | Kitt Peak            | Spacewatch           |
| 323582 | 2004 TF205             | 7 d'octubre de 2004    | Kitt Peak            | Spacewatch           |
| 323583 | 2004 TJ213             | 8 d'octubre de 2004    | Kitt Peak            | Spacewatch           |
| 323584 | 2004 TG214             | 9 d'octubre de 2004    | Kitt Peak            | Spacewatch           |
| 323585 | 2004 TK215             | 10 d'octubre de 2004   | Kitt Peak            | Spacewatch           |
| 323586 | 2004 TL227             | 8 d'octubre de 2004    | Kitt Peak            | Spacewatch           |
| 323587 | 2004 TM228             | 8 d'octubre de 2004    | Kitt Peak            | Spacewatch           |
| 323588 | 2004 TW238             | 9 d'octubre de 2004    | Kitt Peak            | Spacewatch           |
| 323589 | 2004 TY250             | 9 d'octubre de 2004    | Kitt Peak            | Spacewatch           |
| 323590 | 2004 TZ264             | 9 d'octubre de 2004    | Kitt Peak            | Spacewatch           |
| 323591 | 2004 TW265             | 9 d'octubre de 2004    | Kitt Peak            | Spacewatch           |
| 323592 | 2004 TZ266             | 9 d'octubre de 2004    | Kitt Peak            | Spacewatch           |
| 323593 | 2004 TD279             | 9 d'octubre de 2004    | Kitt Peak            | Spacewatch           |
| 323594 | 2004 TV279             | 10 d'octubre de 2004   | Kitt Peak            | Spacewatch           |
| 323595 | 2004 TB281             | 10 d'octubre de 2004   | Kitt Peak            | Spacewatch           |
| 323596 | 2004 TC294             | 10 d'octubre de 2004   | Kitt Peak            | Spacewatch           |
| 323597 | 2004 TB295             | 10 d'octubre de 2004   | Kitt Peak            | Spacewatch           |
| 323598 | 2004 TO296             | 10 d'octubre de 2004   | Kitt Peak            | Spacewatch           |
| 323599 | 2004 TD302             | 9 d'octubre de 2004    | Socorro              | LINEAR               |
| 323600 | 2004 TB327             | 14 d'octubre de 2004   | Palomar              | NEAT                 |

## 323601-323700
| Nom    | Designació provisional | Data de descobriment   | Lloc de descobriment | Descobridor/s     |
| ------ | ---------------------- | ---------------------- | -------------------- | ----------------- |
| 323601 | 2004 TM327             | 15 d'octubre de 2004   | Anderson Mesa        | LONEOS            |
| 323602 | 2004 TA328             | 4 d'octubre de 2004    | Palomar              | NEAT              |
| 323603 | 2004 TK331             | 9 d'octubre de 2004    | Kitt Peak            | Spacewatch        |
| 323604 | 2004 TX332             | 9 d'octubre de 2004    | Kitt Peak            | Spacewatch        |
| 323605 | 2004 TL344             | 15 d'octubre de 2004   | Mount Lemmon         | Mt. Lemmon Survey |
| 323606 | 2004 TU344             | 15 d'octubre de 2004   | Anderson Mesa        | LONEOS            |
| 323607 | 2004 TT346             | 15 d'octubre de 2004   | Anderson Mesa        | LONEOS            |
| 323608 | 2004 TU355             | 7 d'octubre de 2004    | Socorro              | LINEAR            |
| 323609 | 2004 TA356             | 7 d'octubre de 2004    | Socorro              | LINEAR            |
| 323610 | 2004 TR356             | 14 d'octubre de 2004   | Anderson Mesa        | LONEOS            |
| 323611 | 2004 TD368             | 13 d'octubre de 2004   | Kitt Peak            | Spacewatch        |
| 323612 | 2004 TK369             | 8 d'octubre de 2004    | Kitt Peak            | Spacewatch        |
| 323613 | 2004 UA6               | 20 d'octubre de 2004   | Socorro              | LINEAR            |
| 323614 | 2004 VT7               | 3 de novembre de 2004  | Kitt Peak            | Spacewatch        |
| 323615 | 2004 VL13              | 21 de setembre de 2004 | Anderson Mesa        | LONEOS            |
| 323616 | 2004 VO19              | 4 de novembre de 2004  | Anderson Mesa        | LONEOS            |
| 323617 | 2004 VD27              | 4 de novembre de 2004  | Catalina             | CSS               |
| 323618 | 2004 VX29              | 3 de novembre de 2004  | Kitt Peak            | Spacewatch        |
| 323619 | 2004 VV35              | 3 de novembre de 2004  | Kitt Peak            | Spacewatch        |
| 323620 | 2004 VH39              | 4 de novembre de 2004  | Kitt Peak            | Spacewatch        |
| 323621 | 2004 VH41              | 4 de novembre de 2004  | Kitt Peak            | Spacewatch        |
| 323622 | 2004 VG54              | 4 de novembre de 2004  | Socorro              | LINEAR            |
| 323623 | 2004 VM54              | 4 de novembre de 2004  | Socorro              | LINEAR            |
| 323624 | 2004 VY54              | 9 de novembre de 2004  | Goodricke-Pigott     | R. A. Tucker      |
| 323625 | 2004 VC57              | 5 de novembre de 2004  | Socorro              | LINEAR            |
| 323626 | 2004 VM72              | 5 de novembre de 2004  | Palomar              | NEAT              |
| 323627 | 2004 VS74              | 12 de novembre de 2004 | Catalina             | CSS               |
| 323628 | 2004 VX79              | 3 de novembre de 2004  | Kitt Peak            | Spacewatch        |
| 323629 | 2004 VW80              | 4 de novembre de 2004  | Kitt Peak            | Spacewatch        |
| 323630 | 2004 VR91              | 3 de novembre de 2004  | Catalina             | CSS               |
| 323631 | 2004 VC94              | 10 de novembre de 2004 | Goodricke-Pigott     | R. A. Tucker      |
| 323632 | 2004 WH4               | 17 de novembre de 2004 | Campo Imperatore     | CINEOS            |
| 323633 | 2004 XV                | 1 de desembre de 2004  | Palomar              | NEAT              |
| 323634 | 2004 XW6               | 2 de desembre de 2004  | Socorro              | LINEAR            |
| 323635 | 2004 XZ7               | 2 de desembre de 2004  | Palomar              | NEAT              |
| 323636 | 2004 XU21              | 8 de desembre de 2004  | Socorro              | LINEAR            |
| 323637 | 2004 XE40              | 10 de desembre de 2004 | Socorro              | LINEAR            |
| 323638 | 2004 XT41              | 9 de desembre de 2004  | Bergisch Gladbac     | W. Bickel         |
| 323639 | 2004 XE42              | 8 de desembre de 2004  | Needville            | Needville         |
| 323640 | 2004 XC79              | 10 de desembre de 2004 | Socorro              | LINEAR            |
| 323641 | 2004 XP110             | 14 de desembre de 2004 | Kitt Peak            | Spacewatch        |
| 323642 | 2004 XJ113             | 10 de desembre de 2004 | Kitt Peak            | Spacewatch        |
| 323643 | 2004 XQ130             | 11 de desembre de 2004 | Calvin-Rehoboth      | L. A. Molnar      |
| 323644 | 2004 XA157             | 14 de desembre de 2004 | Kitt Peak            | Spacewatch        |
| 323645 | 2004 YB2               | 16 de desembre de 2004 | Kitt Peak            | Spacewatch        |
| 323646 | 2004 YB17              | 18 de desembre de 2004 | Mount Lemmon         | Mt. Lemmon Survey |
| 323647 | 2004 YJ23              | 18 de desembre de 2004 | Mount Lemmon         | Mt. Lemmon Survey |
| 323648 | 2005 AP3               | 6 de gener de 2005     | Begues               | J. Manteca        |
| 323649 | 2005 AK48              | 13 de gener de 2005    | Kitt Peak            | Spacewatch        |
| 323650 | 2005 BC17              | 16 de gener de 2005    | Kitt Peak            | Spacewatch        |
| 323651 | 2005 BR20              | 16 de gener de 2005    | Kitt Peak            | Spacewatch        |
| 323652 | 2005 BX28              | 31 de gener de 2005    | Palomar              | NEAT              |
| 323653 | 2005 CM22              | 1 de febrer de 2005    | Catalina             | CSS               |
| 323654 | 2005 CH30              | 1 de febrer de 2005    | Kitt Peak            | Spacewatch        |
| 323655 | 2005 CF33              | 2 de febrer de 2005    | Kitt Peak            | Spacewatch        |
| 323656 | 2005 CD60              | 3 de febrer de 2005    | Socorro              | LINEAR            |
| 323657 | 2005 CS69              | 1 de febrer de 2005    | Kitt Peak            | Spacewatch        |
| 323658 | 2005 EY5               | 1 de març de 2005      | Kitt Peak            | Spacewatch        |
| 323659 | 2005 EW7               | 1 de març de 2005      | Kitt Peak            | Spacewatch        |
| 323660 | 2005 EE8               | 1 de març de 2005      | Kitt Peak            | Spacewatch        |
| 323661 | 2005 EA20              | 3 de març de 2005      | Catalina             | CSS               |
| 323662 | 2005 EX24              | 3 de març de 2005      | Catalina             | CSS               |
| 323663 | 2005 EQ38              | 3 de març de 2005      | Socorro              | LINEAR            |
| 323664 | 2005 EF44              | 3 de març de 2005      | Kitt Peak            | Spacewatch        |
| 323665 | 2005 EZ47              | 3 de març de 2005      | Catalina             | CSS               |
| 323666 | 2005 EM82              | 4 de març de 2005      | Kitt Peak            | Spacewatch        |
| 323667 | 2005 ES82              | 4 de març de 2005      | Kitt Peak            | Spacewatch        |
| 323668 | 2005 EC87              | 4 de març de 2005      | Mount Lemmon         | Mt. Lemmon Survey |
| 323669 | 2005 ER92              | 8 de març de 2005      | Mount Lemmon         | Mt. Lemmon Survey |
| 323670 | 2005 EM117             | 4 de març de 2005      | Mount Lemmon         | Mt. Lemmon Survey |
| 323671 | 2005 EW137             | 9 de març de 2005      | Mount Lemmon         | Mt. Lemmon Survey |
| 323672 | 2005 EG140             | 10 de març de 2005     | Mount Lemmon         | Mt. Lemmon Survey |
| 323673 | 2005 EQ144             | 10 de març de 2005     | Mount Lemmon         | Mt. Lemmon Survey |
| 323674 | 2005 EB159             | 9 de març de 2005      | Mount Lemmon         | Mt. Lemmon Survey |
| 323675 | 2005 EP164             | 11 de març de 2005     | Catalina             | CSS               |
| 323676 | 2005 EA185             | 9 de març de 2005      | Kitt Peak            | Spacewatch        |
| 323677 | 2005 EN195             | 11 de març de 2005     | Mount Lemmon         | Mt. Lemmon Survey |
| 323678 | 2005 EN221             | 10 de març de 2005     | Catalina             | CSS               |
| 323679 | 2005 ED223             | 10 de març de 2005     | Catalina             | CSS               |
| 323680 | 2005 EH236             | 10 de març de 2005     | Mount Lemmon         | Mt. Lemmon Survey |
| 323681 | 2005 EB270             | 11 de març de 2005     | Socorro              | LINEAR            |
| 323682 | 2005 EJ324             | 10 de març de 2005     | Goodricke-Pigott     | R. A. Tucker      |
| 323683 | 2005 EZ330             | 3 de març de 2005      | Kitt Peak            | Spacewatch        |
| 323684 | 2005 FU7               | 30 de març de 2005     | Catalina             | CSS               |
| 323685 | 2005 GC6               | 1 d'abril de 2005      | Kitt Peak            | Spacewatch        |
| 323686 | 2005 GW20              | 3 d'abril de 2005      | Socorro              | LINEAR            |
| 323687 | 2005 GX72              | 4 d'abril de 2005      | Catalina             | CSS               |
| 323688 | 2005 GB77              | 6 d'abril de 2005      | Kitt Peak            | Spacewatch        |
| 323689 | 2005 GL79              | 6 d'abril de 2005      | Mount Lemmon         | Mt. Lemmon Survey |
| 323690 | 2005 GG80              | 7 d'abril de 2005      | Kitt Peak            | Spacewatch        |
| 323691 | 2005 GH84              | 4 d'abril de 2005      | Mount Lemmon         | Mt. Lemmon Survey |
| 323692 | 2005 GU84              | 4 d'abril de 2005      | Kitt Peak            | Spacewatch        |
| 323693 | 2005 GN86              | 4 d'abril de 2005      | Socorro              | LINEAR            |
| 323694 | 2005 GU88              | 5 d'abril de 2005      | Mount Lemmon         | Mt. Lemmon Survey |
| 323695 | 2005 GY93              | 6 d'abril de 2005      | Kitt Peak            | Spacewatch        |
| 323696 | 2005 GS98              | 7 d'abril de 2005      | Kitt Peak            | Spacewatch        |
| 323697 | 2005 GJ108             | 10 d'abril de 2005     | Mount Lemmon         | Mt. Lemmon Survey |
| 323698 | 2005 GQ112             | 6 d'abril de 2005      | Kitt Peak            | Spacewatch        |
| 323699 | 2005 GP116             | 11 d'abril de 2005     | Kitt Peak            | Spacewatch        |
| 323700 | 2005 GR119             | 1 d'abril de 2005      | Anderson Mesa        | LONEOS            |

## 323701-323800
| Nom    | Designació provisional | Data de descobriment | Lloc de descobriment | Descobridor/s        |
| ------ | ---------------------- | -------------------- | -------------------- | -------------------- |
| 323701 | 2005 GN127             | 12 d'abril de 2005   | Mount Lemmon         | Mt. Lemmon Survey    |
| 323702 | 2005 GS133             | 10 d'abril de 2005   | Kitt Peak            | Spacewatch           |
| 323703 | 2005 GF140             | 13 d'abril de 2005   | Kitt Peak            | Spacewatch           |
| 323704 | 2005 GK153             | 13 d'abril de 2005   | Socorro              | LINEAR               |
| 323705 | 2005 GY160             | 13 d'abril de 2005   | Anderson Mesa        | LONEOS               |
| 323706 | 2005 GK161             | 13 d'abril de 2005   | Catalina             | CSS                  |
| 323707 | 2005 GW167             | 11 d'abril de 2005   | Mount Lemmon         | Mt. Lemmon Survey    |
| 323708 | 2005 GD178             | 15 d'abril de 2005   | Anderson Mesa        | LONEOS               |
| 323709 | 2005 HZ5               | 30 d'abril de 2005   | Kitt Peak            | Spacewatch           |
| 323710 | 2005 HK7               | 30 d'abril de 2005   | Kitt Peak            | Spacewatch           |
| 323711 | 2005 JS                | 3 de maig de 2005    | Socorro              | LINEAR               |
| 323712 | 2005 JR2               | 3 de maig de 2005    | Kitt Peak            | Spacewatch           |
| 323713 | 2005 JK14              | 1 de maig de 2005    | Palomar              | NEAT                 |
| 323714 | 2005 JC17              | 4 de maig de 2005    | Anderson Mesa        | LONEOS               |
| 323715 | 2005 JH32              | 4 de maig de 2005    | Mount Lemmon         | Mt. Lemmon Survey    |
| 323716 | 2005 JW33              | 4 de maig de 2005    | Mount Lemmon         | Mt. Lemmon Survey    |
| 323717 | 2005 JG34              | 4 de maig de 2005    | Kitt Peak            | Spacewatch           |
| 323718 | 2005 JC36              | 4 de maig de 2005    | Kitt Peak            | Spacewatch           |
| 323719 | 2005 JT40              | 7 de maig de 2005    | Mount Lemmon         | Mt. Lemmon Survey    |
| 323720 | 2005 JG48              | 3 de maig de 2005    | Kitt Peak            | Spacewatch           |
| 323721 | 2005 JX51              | 4 de maig de 2005    | Kitt Peak            | Spacewatch           |
| 323722 | 2005 JH55              | 4 de maig de 2005    | Kitt Peak            | Spacewatch           |
| 323723 | 2005 JX57              | 7 de maig de 2005    | Kitt Peak            | Spacewatch           |
| 323724 | 2005 JC107             | 12 de maig de 2005   | Anderson Mesa        | LONEOS               |
| 323725 | 2005 JD120             | 10 de maig de 2005   | Kitt Peak            | Spacewatch           |
| 323726 | 2005 JK128             | 12 de maig de 2005   | Palomar              | NEAT                 |
| 323727 | 2005 JJ153             | 4 de maig de 2005    | Mount Lemmon         | Mt. Lemmon Survey    |
| 323728 | 2005 JE168             | 4 de maig de 2005    | Mount Lemmon         | Mt. Lemmon Survey    |
| 323729 | 2005 JQ183             | 11 de maig de 2005   | Anderson Mesa        | LONEOS               |
| 323730 | 2005 LM4               | 1 de juny de 2005    | Kitt Peak            | Spacewatch           |
| 323731 | 2005 LT16              | 6 de juny de 2005    | Kitt Peak            | Spacewatch           |
| 323732 | 2005 LC17              | 6 de juny de 2005    | Kitt Peak            | Spacewatch           |
| 323733 | 2005 LH18              | 6 de juny de 2005    | Kitt Peak            | Spacewatch           |
| 323734 | 2005 LS23              | 10 de juny de 2005   | Kitt Peak            | Spacewatch           |
| 323735 | 2005 LP26              | 8 de juny de 2005    | Kitt Peak            | Spacewatch           |
| 323736 | 2005 LH30              | 12 de juny de 2005   | Kitt Peak            | Spacewatch           |
| 323737 | 2005 MZ11              | 28 de juny de 2005   | Kitt Peak            | Spacewatch           |
| 323738 | 2005 MW17              | 27 de juny de 2005   | Kitt Peak            | Spacewatch           |
| 323739 | 2005 MK22              | 30 de juny de 2005   | Kitt Peak            | Spacewatch           |
| 323740 | 2005 MH23              | 23 de juny de 2005   | Palomar              | NEAT                 |
| 323741 | 2005 MK30              | 29 de juny de 2005   | Kitt Peak            | Spacewatch           |
| 323742 | 2005 ME42              | 28 de juny de 2005   | Palomar              | NEAT                 |
| 323743 | 2005 MX44              | 27 de juny de 2005   | Kitt Peak            | Spacewatch           |
| 323744 | 2005 MQ48              | 29 de juny de 2005   | Kitt Peak            | Spacewatch           |
| 323745 | 2005 MW48              | 29 de juny de 2005   | Palomar              | NEAT                 |
| 323746 | 2005 MY53              | 18 de juny de 2005   | Mount Lemmon         | Mt. Lemmon Survey    |
| 323747 | 2005 MD54              | 27 de juny de 2005   | Kitt Peak            | Spacewatch           |
| 323748 | 2005 NC27              | 5 de juliol de 2005  | Mount Lemmon         | Mt. Lemmon Survey    |
| 323749 | 2005 NV32              | 5 de juliol de 2005  | Palomar              | NEAT                 |
| 323750 | 2005 NB75              | 10 de juliol de 2005 | Kitt Peak            | Spacewatch           |
| 323751 | 2005 NR122             | 3 de juliol de 2005  | Palomar              | NEAT                 |
| 323752 | 2005 NB123             | 5 de juliol de 2005  | Siding Spring        | Siding Spring Survey |
| 323753 | 2005 OL                | 16 de juliol de 2005 | Kitt Peak            | Spacewatch           |
| 323754 | 2005 OV3               | 28 de juliol de 2005 | Reedy Creek          | J. Broughton         |
| 323755 | 2005 OC6               | 28 de juliol de 2005 | Palomar              | NEAT                 |
| 323756 | 2005 OG7               | 28 de juliol de 2005 | Palomar              | NEAT                 |
| 323757 | 2005 OU10              | 27 de juliol de 2005 | Palomar              | NEAT                 |
| 323758 | 2005 OR18              | 30 de juliol de 2005 | Palomar              | NEAT                 |
| 323759 | 2005 OA21              | 28 de juliol de 2005 | Palomar              | NEAT                 |
| 323760 | 2005 OP22              | 31 de juliol de 2005 | Siding Spring        | Siding Spring Survey |
| 323761 | 2005 OM26              | 29 de juliol de 2005 | Anderson Mesa        | LONEOS               |
| 323762 | 2005 OY28              | 27 de juliol de 2005 | Palomar              | NEAT                 |
| 323763 | 2005 PD4               | 6 d'agost de 2005    | Siding Spring        | Siding Spring Survey |
| 323764 | 2005 PB7               | 1 d'agost de 2005    | Siding Spring        | Siding Spring Survey |
| 323765 | 2005 PM18              | 11 d'agost de 2005   | Reedy Creek          | J. Broughton         |
| 323766 | 2005 QK4               | 24 d'agost de 2005   | Palomar              | NEAT                 |
| 323767 | 2005 QK14              | 25 d'agost de 2005   | Palomar              | NEAT                 |
| 323768 | 2005 QU19              | 25 d'agost de 2005   | Campo Imperatore     | CINEOS               |
| 323769 | 2005 QV21              | 26 d'agost de 2005   | Campo Imperatore     | CINEOS               |
| 323770 | 2005 QJ25              | 27 d'agost de 2005   | Kitt Peak            | Spacewatch           |
| 323771 | 2005 QV35              | 25 d'agost de 2005   | Palomar              | NEAT                 |
| 323772 | 2005 QJ37              | 25 d'agost de 2005   | Palomar              | NEAT                 |
| 323773 | 2005 QW38              | 25 d'agost de 2005   | Campo Imperatore     | CINEOS               |
| 323774 | 2005 QJ39              | 26 d'agost de 2005   | Anderson Mesa        | LONEOS               |
| 323775 | 2005 QF48              | 26 d'agost de 2005   | Palomar              | NEAT                 |
| 323776 | 2005 QW48              | 26 d'agost de 2005   | Palomar              | NEAT                 |
| 323777 | 2005 QF51              | 26 d'agost de 2005   | Palomar              | NEAT                 |
| 323778 | 2005 QY55              | 28 d'agost de 2005   | Kitt Peak            | Spacewatch           |
| 323779 | 2005 QJ56              | 28 d'agost de 2005   | Kitt Peak            | Spacewatch           |
| 323780 | 2005 QK60              | 26 d'agost de 2005   | Anderson Mesa        | LONEOS               |
| 323781 | 2005 QH63              | 26 d'agost de 2005   | Palomar              | NEAT                 |
| 323782 | 2005 QR79              | 26 d'agost de 2005   | Haleakala            | NEAT                 |
| 323783 | 2005 QS90              | 25 d'agost de 2005   | Palomar              | NEAT                 |
| 323784 | 2005 QZ90              | 25 d'agost de 2005   | Palomar              | NEAT                 |
| 323785 | 2005 QU91              | 26 d'agost de 2005   | Anderson Mesa        | LONEOS               |
| 323786 | 2005 QF103             | 27 d'agost de 2005   | Palomar              | NEAT                 |
| 323787 | 2005 QL108             | 27 d'agost de 2005   | Palomar              | NEAT                 |
| 323788 | 2005 QY112             | 27 d'agost de 2005   | Palomar              | NEAT                 |
| 323789 | 2005 QZ112             | 27 d'agost de 2005   | Palomar              | NEAT                 |
| 323790 | 2005 QK121             | 28 d'agost de 2005   | Kitt Peak            | Spacewatch           |
| 323791 | 2005 QR130             | 28 d'agost de 2005   | Kitt Peak            | Spacewatch           |
| 323792 | 2005 QD136             | 28 d'agost de 2005   | Kitt Peak            | Spacewatch           |
| 323793 | 2005 QY140             | 29 d'agost de 2005   | Kitt Peak            | Spacewatch           |
| 323794 | 2005 QV148             | 30 d'agost de 2005   | Kitt Peak            | Spacewatch           |
| 323795 | 2005 QH149             | 27 d'agost de 2005   | Siding Spring        | Siding Spring Survey |
| 323796 | 2005 QV150             | 30 d'agost de 2005   | Kitt Peak            | Spacewatch           |
| 323797 | 2005 QB151             | 30 d'agost de 2005   | Kitt Peak            | Spacewatch           |
| 323798 | 2005 QH151             | 30 d'agost de 2005   | Kitt Peak            | Spacewatch           |
| 323799 | 2005 QT151             | 31 d'agost de 2005   | Anderson Mesa        | LONEOS               |
| 323800 | 2005 QK155             | 28 d'agost de 2005   | Siding Spring        | Siding Spring Survey |

## 323801-323900
| Nom    | Designació provisional | Data de descobriment   | Lloc de descobriment | Descobridor/s        |
| ------ | ---------------------- | ---------------------- | -------------------- | -------------------- |
| 323801 | 2005 QT156             | 30 d'agost de 2005     | Palomar              | NEAT                 |
| 323802 | 2005 QA157             | 30 d'agost de 2005     | Palomar              | NEAT                 |
| 323803 | 2005 QC161             | 28 d'agost de 2005     | Kitt Peak            | Spacewatch           |
| 323804 | 2005 QU161             | 28 d'agost de 2005     | Siding Spring        | Siding Spring Survey |
| 323805 | 2005 QT165             | 31 d'agost de 2005     | Palomar              | NEAT                 |
| 323806 | 2005 QP173             | 29 d'agost de 2005     | Palomar              | NEAT                 |
| 323807 | 2005 QD181             | 30 d'agost de 2005     | Palomar              | NEAT                 |
| 323808 | 2005 QX190             | 31 d'agost de 2005     | Kitt Peak            | Spacewatch           |
| 323809 | 2005 RA9               | 8 de setembre de 2005  | Socorro              | LINEAR               |
| 323810 | 2005 RU13              | 1 de setembre de 2005  | Kitt Peak            | Spacewatch           |
| 323811 | 2005 RL24              | 11 de setembre de 2005 | Anderson Mesa        | LONEOS               |
| 323812 | 2005 RE27              | 10 de setembre de 2005 | Anderson Mesa        | LONEOS               |
| 323813 | 2005 RF31              | 11 de setembre de 2005 | Kitt Peak            | Spacewatch           |
| 323814 | 2005 SW                | 22 de setembre de 2005 | Palomar              | NEAT                 |
| 323815 | 2005 SC2               | 18 de setembre de 2005 | Palomar              | NEAT                 |
| 323816 | 2005 SG6               | 23 de setembre de 2005 | Kitt Peak            | Spacewatch           |
| 323817 | 2005 SN11              | 23 de setembre de 2005 | Kitt Peak            | Spacewatch           |
| 323818 | 2005 SJ16              | 26 de setembre de 2005 | Kitt Peak            | Spacewatch           |
| 323819 | 2005 ST17              | 26 de setembre de 2005 | Kitt Peak            | Spacewatch           |
| 323820 | 2005 SG22              | 23 de setembre de 2005 | Kitt Peak            | Spacewatch           |
| 323821 | 2005 SU30              | 23 de setembre de 2005 | Catalina             | CSS                  |
| 323822 | 2005 SM31              | 23 de setembre de 2005 | Kitt Peak            | Spacewatch           |
| 323823 | 2005 SR33              | 23 de setembre de 2005 | Kitt Peak            | Spacewatch           |
| 323824 | 2005 SA38              | 24 de setembre de 2005 | Kitt Peak            | Spacewatch           |
| 323825 | 2005 SJ38              | 24 de setembre de 2005 | Kitt Peak            | Spacewatch           |
| 323826 | 2005 SV38              | 24 de setembre de 2005 | Kitt Peak            | Spacewatch           |
| 323827 | 2005 SE42              | 24 de setembre de 2005 | Kitt Peak            | Spacewatch           |
| 323828 | 2005 SZ42              | 24 de setembre de 2005 | Kitt Peak            | Spacewatch           |
| 323829 | 2005 SE44              | 24 de setembre de 2005 | Kitt Peak            | Spacewatch           |
| 323830 | 2005 SW50              | 24 de setembre de 2005 | Kitt Peak            | Spacewatch           |
| 323831 | 2005 SL51              | 24 de setembre de 2005 | Kitt Peak            | Spacewatch           |
| 323832 | 2005 SN51              | 24 de setembre de 2005 | Kitt Peak            | Spacewatch           |
| 323833 | 2005 SX51              | 24 de setembre de 2005 | Kitt Peak            | Spacewatch           |
| 323834 | 2005 SB54              | 25 de setembre de 2005 | Kitt Peak            | Spacewatch           |
| 323835 | 2005 SK58              | 26 de setembre de 2005 | Goodricke-Pigott     | R. A. Tucker         |
| 323836 | 2005 SU59              | 26 de setembre de 2005 | Kitt Peak            | Spacewatch           |
| 323837 | 2005 ST62              | 26 de setembre de 2005 | Kitt Peak            | Spacewatch           |
| 323838 | 2005 SF66              | 26 de setembre de 2005 | Palomar              | NEAT                 |
| 323839 | 2005 SP66              | 27 de setembre de 2005 | Kitt Peak            | Spacewatch           |
| 323840 | 2005 SK75              | 24 de setembre de 2005 | Kitt Peak            | Spacewatch           |
| 323841 | 2005 SZ75              | 24 de setembre de 2005 | Kitt Peak            | Spacewatch           |
| 323842 | 2005 SV76              | 24 de setembre de 2005 | Kitt Peak            | Spacewatch           |
| 323843 | 2005 SH81              | 24 de setembre de 2005 | Kitt Peak            | Spacewatch           |
| 323844 | 2005 SO81              | 24 de setembre de 2005 | Kitt Peak            | Spacewatch           |
| 323845 | 2005 SJ85              | 24 de setembre de 2005 | Kitt Peak            | Spacewatch           |
| 323846 | 2005 SS86              | 24 de setembre de 2005 | Kitt Peak            | Spacewatch           |
| 323847 | 2005 SX86              | 24 de setembre de 2005 | Kitt Peak            | Spacewatch           |
| 323848 | 2005 SJ87              | 24 de setembre de 2005 | Kitt Peak            | Spacewatch           |
| 323849 | 2005 SG90              | 24 de setembre de 2005 | Kitt Peak            | Spacewatch           |
| 323850 | 2005 ST97              | 25 de setembre de 2005 | Palomar              | NEAT                 |
| 323851 | 2005 SU102             | 25 de setembre de 2005 | Kitt Peak            | Spacewatch           |
| 323852 | 2005 SZ102             | 25 de setembre de 2005 | Kitt Peak            | Spacewatch           |
| 323853 | 2005 SO108             | 26 de setembre de 2005 | Kitt Peak            | Spacewatch           |
| 323854 | 2005 SA110             | 26 de setembre de 2005 | Kitt Peak            | Spacewatch           |
| 323855 | 2005 SP116             | 27 de setembre de 2005 | Palomar              | NEAT                 |
| 323856 | 2005 SU117             | 28 de setembre de 2005 | Palomar              | NEAT                 |
| 323857 | 2005 ST122             | 29 de setembre de 2005 | Anderson Mesa        | LONEOS               |
| 323858 | 2005 SV122             | 29 de setembre de 2005 | Anderson Mesa        | LONEOS               |
| 323859 | 2005 SG126             | 29 de setembre de 2005 | Mount Lemmon         | Mt. Lemmon Survey    |
| 323860 | 2005 SE127             | 29 de setembre de 2005 | Mount Lemmon         | Mt. Lemmon Survey    |
| 323861 | 2005 ST142             | 25 de setembre de 2005 | Kitt Peak            | Spacewatch           |
| 323862 | 2005 SO143             | 25 de setembre de 2005 | Kitt Peak            | Spacewatch           |
| 323863 | 2005 SG148             | 25 de setembre de 2005 | Kitt Peak            | Spacewatch           |
| 323864 | 2005 SO151             | 25 de setembre de 2005 | Kitt Peak            | Spacewatch           |
| 323865 | 2005 ST153             | 26 de setembre de 2005 | Kitt Peak            | Spacewatch           |
| 323866 | 2005 SU155             | 26 de setembre de 2005 | Catalina             | CSS                  |
| 323867 | 2005 SN156             | 26 de setembre de 2005 | Kitt Peak            | Spacewatch           |
| 323868 | 2005 SP159             | 26 de setembre de 2005 | Catalina             | CSS                  |
| 323869 | 2005 SM161             | 27 de setembre de 2005 | Kitt Peak            | Spacewatch           |
| 323870 | 2005 SN162             | 27 de setembre de 2005 | Kitt Peak            | Spacewatch           |
| 323871 | 2005 SL163             | 27 de setembre de 2005 | Kitt Peak            | Spacewatch           |
| 323872 | 2005 SR165             | 28 de setembre de 2005 | Palomar              | NEAT                 |
| 323873 | 2005 SY167             | 29 de setembre de 2005 | Palomar              | NEAT                 |
| 323874 | 2005 SD169             | 29 de setembre de 2005 | Kitt Peak            | Spacewatch           |
| 323875 | 2005 SK170             | 29 de setembre de 2005 | Kitt Peak            | Spacewatch           |
| 323876 | 2005 SA172             | 29 de setembre de 2005 | Kitt Peak            | Spacewatch           |
| 323877 | 2005 SH172             | 29 de setembre de 2005 | Kitt Peak            | Spacewatch           |
| 323878 | 2005 SA183             | 29 de setembre de 2005 | Kitt Peak            | Spacewatch           |
| 323879 | 2005 SA204             | 30 de setembre de 2005 | Mount Lemmon         | Mt. Lemmon Survey    |
| 323880 | 2005 SL206             | 30 de setembre de 2005 | Anderson Mesa        | LONEOS               |
| 323881 | 2005 SN207             | 30 de setembre de 2005 | Anderson Mesa        | LONEOS               |
| 323882 | 2005 SV220             | 29 de setembre de 2005 | Catalina             | CSS                  |
| 323883 | 2005 SG227             | 30 de setembre de 2005 | Kitt Peak            | Spacewatch           |
| 323884 | 2005 SE238             | 29 de setembre de 2005 | Kitt Peak            | Spacewatch           |
| 323885 | 2005 SL238             | 29 de setembre de 2005 | Kitt Peak            | Spacewatch           |
| 323886 | 2005 SO242             | 30 de setembre de 2005 | Kitt Peak            | Spacewatch           |
| 323887 | 2005 ST243             | 30 de setembre de 2005 | Palomar              | NEAT                 |
| 323888 | 2005 SW245             | 30 de setembre de 2005 | Mount Lemmon         | Mt. Lemmon Survey    |
| 323889 | 2005 SH246             | 30 de setembre de 2005 | Kitt Peak            | Spacewatch           |
| 323890 | 2005 SR246             | 30 de setembre de 2005 | Kitt Peak            | Spacewatch           |
| 323891 | 2005 SM255             | 22 de setembre de 2005 | Palomar              | NEAT                 |
| 323892 | 2005 SD270             | 29 de setembre de 2005 | Kitt Peak            | Spacewatch           |
| 323893 | 2005 SL278             | 24 de setembre de 2005 | Kitt Peak            | Spacewatch           |
| 323894 | 2005 SS287             | 26 de setembre de 2005 | Apache Point         | A. C. Becker         |
| 323895 | 2005 SA288             | 26 de setembre de 2005 | Apache Point         | A. C. Becker         |
| 323896 | 2005 SR293             | 30 de setembre de 2005 | Anderson Mesa        | LONEOS               |
| 323897 | 2005 TM1               | 1 d'octubre de 2005    | Socorro              | LINEAR               |
| 323898 | 2005 TU1               | 1 d'octubre de 2005    | Catalina             | CSS                  |
| 323899 | 2005 TY4               | 1 d'octubre de 2005    | Mount Lemmon         | Mt. Lemmon Survey    |
| 323900 | 2005 TD10              | 2 d'octubre de 2005    | Palomar              | NEAT                 |

## 323901-324000
| Nom    | Designació provisional | Data de descobriment   | Lloc de descobriment | Descobridor/s     |
| ------ | ---------------------- | ---------------------- | -------------------- | ----------------- |
| 323901 | 2005 TZ11              | 1 d'octubre de 2005    | Kitt Peak            | Spacewatch        |
| 323902 | 2005 TZ24              | 1 d'octubre de 2005    | Mount Lemmon         | Mt. Lemmon Survey |
| 323903 | 2005 TW27              | 1 d'octubre de 2005    | Mount Lemmon         | Mt. Lemmon Survey |
| 323904 | 2005 TY27              | 1 d'octubre de 2005    | Mount Lemmon         | Mt. Lemmon Survey |
| 323905 | 2005 TQ28              | 25 de setembre de 2005 | Palomar              | NEAT              |
| 323906 | 2005 TL35              | 1 d'octubre de 2005    | Kitt Peak            | Spacewatch        |
| 323907 | 2005 TY38              | 1 d'octubre de 2005    | Catalina             | CSS               |
| 323908 | 2005 TT60              | 3 d'octubre de 2005    | Kitt Peak            | Spacewatch        |
| 323909 | 2005 TZ69              | 6 d'octubre de 2005    | Kitt Peak            | Spacewatch        |
| 323910 | 2005 TM74              | 7 d'octubre de 2005    | Anderson Mesa        | LONEOS            |
| 323911 | 2005 TH75              | 2 d'octubre de 2005    | Catalina             | CSS               |
| 323912 | 2005 TD78              | 7 d'octubre de 2005    | Mount Lemmon         | Mt. Lemmon Survey |
| 323913 | 2005 TL79              | 8 d'octubre de 2005    | Catalina             | CSS               |
| 323914 | 2005 TQ80              | 3 d'octubre de 2005    | Kitt Peak            | Spacewatch        |
| 323915 | 2005 TG81              | 3 d'octubre de 2005    | Kitt Peak            | Spacewatch        |
| 323916 | 2005 TV81              | 3 d'octubre de 2005    | Kitt Peak            | Spacewatch        |
| 323917 | 2005 TP83              | 24 de setembre de 2005 | Kitt Peak            | Spacewatch        |
| 323918 | 2005 TN84              | 3 d'octubre de 2005    | Kitt Peak            | Spacewatch        |
| 323919 | 2005 TG88              | 5 d'octubre de 2005    | Catalina             | CSS               |
| 323920 | 2005 TW95              | 6 d'octubre de 2005    | Mount Lemmon         | Mt. Lemmon Survey |
| 323921 | 2005 TQ96              | 6 d'octubre de 2005    | Mount Lemmon         | Mt. Lemmon Survey |
| 323922 | 2005 TL97              | 6 d'octubre de 2005    | Mount Lemmon         | Mt. Lemmon Survey |
| 323923 | 2005 TT101             | 7 d'octubre de 2005    | Catalina             | CSS               |
| 323924 | 2005 TD104             | 8 d'octubre de 2005    | Socorro              | LINEAR            |
| 323925 | 2005 TW105             | 9 d'octubre de 2005    | Kitt Peak            | Spacewatch        |
| 323926 | 2005 TZ115             | 7 d'octubre de 2005    | Kitt Peak            | Spacewatch        |
| 323927 | 2005 TW116             | 7 d'octubre de 2005    | Kitt Peak            | Spacewatch        |
| 323928 | 2005 TW127             | 7 d'octubre de 2005    | Kitt Peak            | Spacewatch        |
| 323929 | 2005 TX129             | 7 d'octubre de 2005    | Kitt Peak            | Spacewatch        |
| 323930 | 2005 TS134             | 10 d'octubre de 2005   | Kitt Peak            | Spacewatch        |
| 323931 | 2005 TC137             | 6 d'octubre de 2005    | Kitt Peak            | Spacewatch        |
| 323932 | 2005 TO142             | 8 d'octubre de 2005    | Kitt Peak            | Spacewatch        |
| 323933 | 2005 TU161             | 9 d'octubre de 2005    | Kitt Peak            | Spacewatch        |
| 323934 | 2005 TT163             | 9 d'octubre de 2005    | Kitt Peak            | Spacewatch        |
| 323935 | 2005 TM164             | 9 d'octubre de 2005    | Kitt Peak            | Spacewatch        |
| 323936 | 2005 TX178             | 5 d'octubre de 2005    | Kitt Peak            | Spacewatch        |
| 323937 | 2005 TL188             | 9 d'octubre de 2005    | Kitt Peak            | Spacewatch        |
| 323938 | 2005 TE194             | 3 d'octubre de 2005    | Kitt Peak            | Spacewatch        |
| 323939 | 2005 TG195             | 1 d'octubre de 2005    | Kitt Peak            | Spacewatch        |
| 323940 | 2005 UR3               | 5 d'octubre de 2005    | Kitt Peak            | Spacewatch        |
| 323941 | 2005 UP13              | 22 d'octubre de 2005   | Kitt Peak            | Spacewatch        |
| 323942 | 2005 US15              | 22 d'octubre de 2005   | Kitt Peak            | Spacewatch        |
| 323943 | 2005 UW16              | 22 d'octubre de 2005   | Kitt Peak            | Spacewatch        |
| 323944 | 2005 UA18              | 22 d'octubre de 2005   | Catalina             | CSS               |
| 323945 | 2005 UX21              | 23 d'octubre de 2005   | Kitt Peak            | Spacewatch        |
| 323946 | 2005 UU25              | 23 d'octubre de 2005   | Kitt Peak            | Spacewatch        |
| 323947 | 2005 UR27              | 23 d'octubre de 2005   | Catalina             | CSS               |
| 323948 | 2005 UC28              | 12 d'octubre de 2005   | Kitt Peak            | Spacewatch        |
| 323949 | 2005 UM36              | 24 d'octubre de 2005   | Kitt Peak            | Spacewatch        |
| 323950 | 2005 UH38              | 24 d'octubre de 2005   | Kitt Peak            | Spacewatch        |
| 323951 | 2005 UP38              | 24 d'octubre de 2005   | Kitt Peak            | Spacewatch        |
| 323952 | 2005 UG45              | 22 d'octubre de 2005   | Kitt Peak            | Spacewatch        |
| 323953 | 2005 UW47              | 22 d'octubre de 2005   | Catalina             | CSS               |
| 323954 | 2005 UA48              | 22 d'octubre de 2005   | Catalina             | CSS               |
| 323955 | 2005 UO48              | 22 d'octubre de 2005   | Kitt Peak            | Spacewatch        |
| 323956 | 2005 UU50              | 23 d'octubre de 2005   | Catalina             | CSS               |
| 323957 | 2005 UA52              | 23 d'octubre de 2005   | Catalina             | CSS               |
| 323958 | 2005 UB61              | 25 d'octubre de 2005   | Mount Lemmon         | Mt. Lemmon Survey |
| 323959 | 2005 US61              | 25 d'octubre de 2005   | Mount Lemmon         | Mt. Lemmon Survey |
| 323960 | 2005 UC69              | 23 d'octubre de 2005   | Palomar              | NEAT              |
| 323961 | 2005 UF83              | 22 d'octubre de 2005   | Kitt Peak            | Spacewatch        |
| 323962 | 2005 UV84              | 22 d'octubre de 2005   | Kitt Peak            | Spacewatch        |
| 323963 | 2005 UG86              | 22 d'octubre de 2005   | Kitt Peak            | Spacewatch        |
| 323964 | 2005 UO91              | 22 d'octubre de 2005   | Kitt Peak            | Spacewatch        |
| 323965 | 2005 UT91              | 22 d'octubre de 2005   | Kitt Peak            | Spacewatch        |
| 323966 | 2005 UA93              | 22 d'octubre de 2005   | Kitt Peak            | Spacewatch        |
| 323967 | 2005 UV93              | 22 d'octubre de 2005   | Kitt Peak            | Spacewatch        |
| 323968 | 2005 UU96              | 22 d'octubre de 2005   | Kitt Peak            | Spacewatch        |
| 323969 | 2005 UA105             | 22 d'octubre de 2005   | Kitt Peak            | Spacewatch        |
| 323970 | 2005 UC108             | 22 d'octubre de 2005   | Kitt Peak            | Spacewatch        |
| 323971 | 2005 UR108             | 22 d'octubre de 2005   | Kitt Peak            | Spacewatch        |
| 323972 | 2005 UP115             | 23 d'octubre de 2005   | Palomar              | NEAT              |
| 323973 | 2005 UG125             | 24 d'octubre de 2005   | Kitt Peak            | Spacewatch        |
| 323974 | 2005 UV126             | 24 d'octubre de 2005   | Kitt Peak            | Spacewatch        |
| 323975 | 2005 UH134             | 25 d'octubre de 2005   | Kitt Peak            | Spacewatch        |
| 323976 | 2005 UW146             | 26 d'octubre de 2005   | Kitt Peak            | Spacewatch        |
| 323977 | 2005 UZ148             | 26 d'octubre de 2005   | Kitt Peak            | Spacewatch        |
| 323978 | 2005 UD149             | 26 d'octubre de 2005   | Kitt Peak            | Spacewatch        |
| 323979 | 2005 UG149             | 26 d'octubre de 2005   | Kitt Peak            | Spacewatch        |
| 323980 | 2005 UH150             | 26 d'octubre de 2005   | Mount Lemmon         | Mt. Lemmon Survey |
| 323981 | 2005 UT153             | 26 d'octubre de 2005   | Kitt Peak            | Spacewatch        |
| 323982 | 2005 UX174             | 24 d'octubre de 2005   | Kitt Peak            | Spacewatch        |
| 323983 | 2005 UY176             | 24 d'octubre de 2005   | Kitt Peak            | Spacewatch        |
| 323984 | 2005 UD179             | 24 d'octubre de 2005   | Kitt Peak            | Spacewatch        |
| 323985 | 2005 US189             | 27 d'octubre de 2005   | Mount Lemmon         | Mt. Lemmon Survey |
| 323986 | 2005 UE192             | 27 d'octubre de 2005   | Mount Lemmon         | Mt. Lemmon Survey |
| 323987 | 2005 UH198             | 25 d'octubre de 2005   | Mount Lemmon         | Mt. Lemmon Survey |
| 323988 | 2005 UO198             | 25 d'octubre de 2005   | Kitt Peak            | Spacewatch        |
| 323989 | 2005 UY203             | 25 d'octubre de 2005   | Mount Lemmon         | Mt. Lemmon Survey |
| 323990 | 2005 UF213             | 28 d'octubre de 2005   | Mount Lemmon         | Mt. Lemmon Survey |
| 323991 | 2005 UN220             | 25 d'octubre de 2005   | Kitt Peak            | Spacewatch        |
| 323992 | 2005 UA221             | 25 d'octubre de 2005   | Kitt Peak            | Spacewatch        |
| 323993 | 2005 UL232             | 25 d'octubre de 2005   | Mount Lemmon         | Mt. Lemmon Survey |
| 323994 | 2005 UB234             | 25 d'octubre de 2005   | Kitt Peak            | Spacewatch        |
| 323995 | 2005 UB235             | 25 d'octubre de 2005   | Kitt Peak            | Spacewatch        |
| 323996 | 2005 UG235             | 25 d'octubre de 2005   | Kitt Peak            | Spacewatch        |
| 323997 | 2005 UC241             | 25 d'octubre de 2005   | Kitt Peak            | Spacewatch        |
| 323998 | 2005 UM241             | 25 d'octubre de 2005   | Kitt Peak            | Spacewatch        |
| 323999 | 2005 UP248             | 28 d'octubre de 2005   | Mount Lemmon         | Mt. Lemmon Survey |
| 324000 | 2005 UD251             | 23 d'octubre de 2005   | Catalina             | CSS               |